# 緑区 (名古屋市)
緑区（みどりく）は、名古屋市を構成する16区のうちのひとつ。名古屋市の南東部に位置する。

## 概要

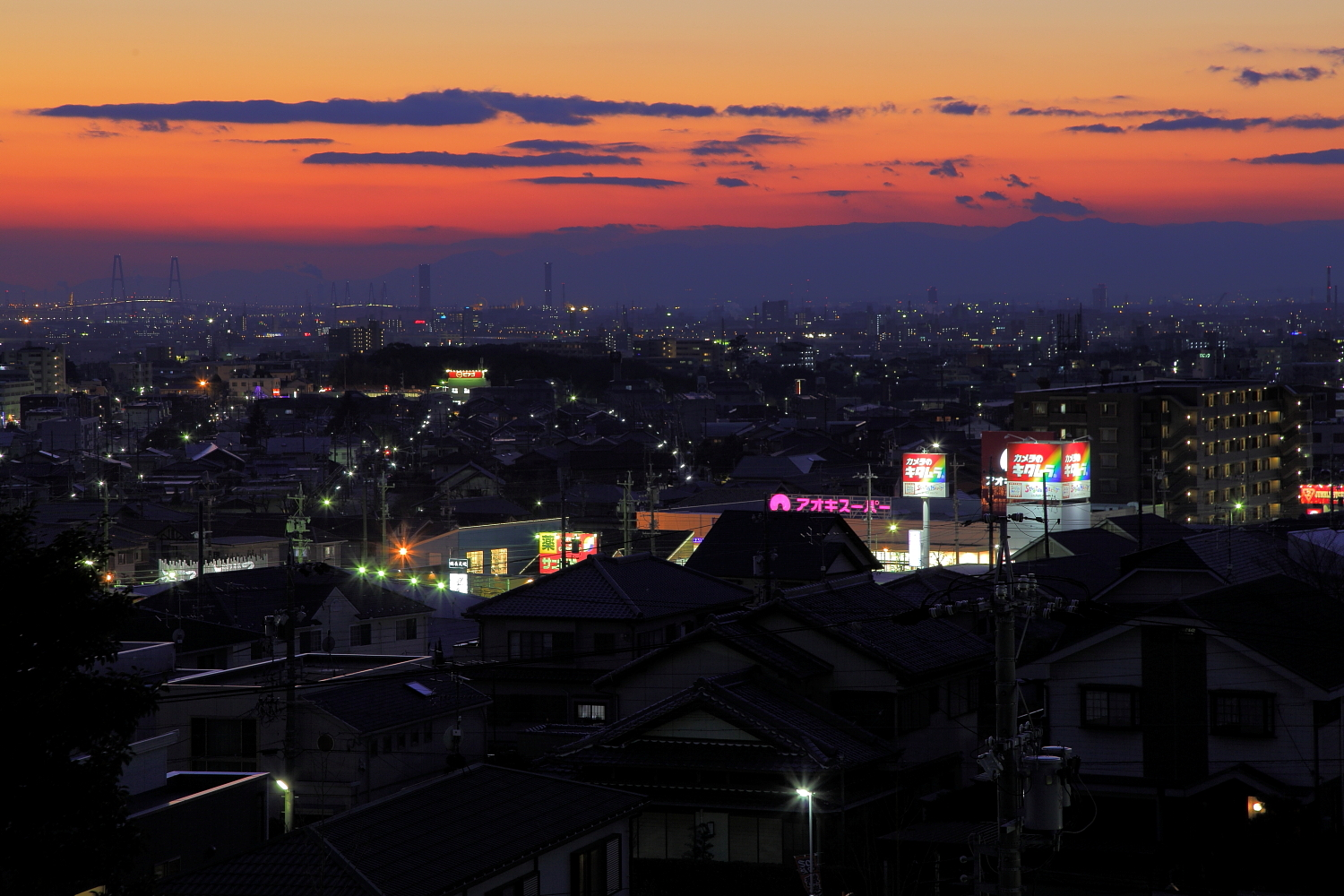
滝の水公園から見た夕景

- 1963年4月1日、愛知郡鳴海町が名古屋市に編入されたとき新設された区である（1964年12月1日、知多郡有松町・大高町も名古屋市に編入）[2]。
- 2004年8月1日現在の人口推計において中川区を抜き、名古屋市の区の中で最も人口の多い区となった。

伝統工芸の「有松・鳴海絞り」で有名な有松があり、織田信長軍が今川義元を倒したことで知られる1560年の桶狭間の戦いの舞台のひとつが、有松町桶狭間である。鳴海には東海道の鳴海宿があった。大高は伊勢湾岸自動車道（新東名高速道路）・名古屋高速道路・知多半島道路の交わる高速道路の要衝である。昭和40年代（1965年 - 1974年）以降、区の北東部の開発（土地区画整理事業）が進み、これが人口急増の原因となっている。名古屋市で唯一の元額田県の地域を含んでいる。

## 地理
南西部の天白川をはじめとする河川に沿った低地と北東部のゆるやかな丘陵地で形成され、大高緑地公園に代表される公園および緑地が多い。
緑区南部に位置する大高町に氷上山がある。またそこには熱田神宮の元宮である氷上姉子神社がある。昔は氷上ではなく、火上であった。大火事があり、火上から氷上に変更されたという噂がある。
従来から区南部には旧東海道・国道1号線、国道23号線、JR東海道本線、名鉄名古屋本線が通っており、住宅も区の南部に多く、区の北部は里山が多かったが、2011年3月に地下鉄桜通線が区の北部に延伸したのちは、北部も住宅街の発達が著しくなった。

### 地形

#### 山岳
主な山
- 高根山
- 氷上山

#### 河川
主な河川
区内を流れる河川は天白川ならびに境川水系であり、名古屋市の行政区では天白区と並んで庄内川水系の河川が存在しない。
- 天白川
- 扇川
- 大高川
- 鞍流瀬川

#### 湖沼
主な池
- 大池
- 四郎曽池
- 新海池
- 琵琶ヶ池

### 地域

#### 地名
区内の町名

### 人口
| 緑区の人口の推移 \| 2000年（平成12年） \| 207,422人 \| \| \| 2005年（平成17年） \| 217,070人 \| \| \| 2010年（平成22年） \| 229,871人 \| \| \| 2015年（平成27年） \| 242,217人 \| \| \| 2020年（令和2年） \| 248,183人 \| \| |           |  |
| 総務省統計局 国勢調査より |           |  |
| 2000年（平成12年） | 207,422人 |  |
| 2005年（平成17年） | 217,070人 |  |
| 2010年（平成22年） | 229,871人 |  |
| 2015年（平成27年） | 242,217人 |  |
| 2020年（令和2年） | 248,183人 |  |

### 隣接自治体・行政区
名古屋市の行政区
- 天白区
- 南区

他の市町村
- 日進市
- 豊明市
- 大府市
- 東海市
- 愛知郡東郷町

## 歴史

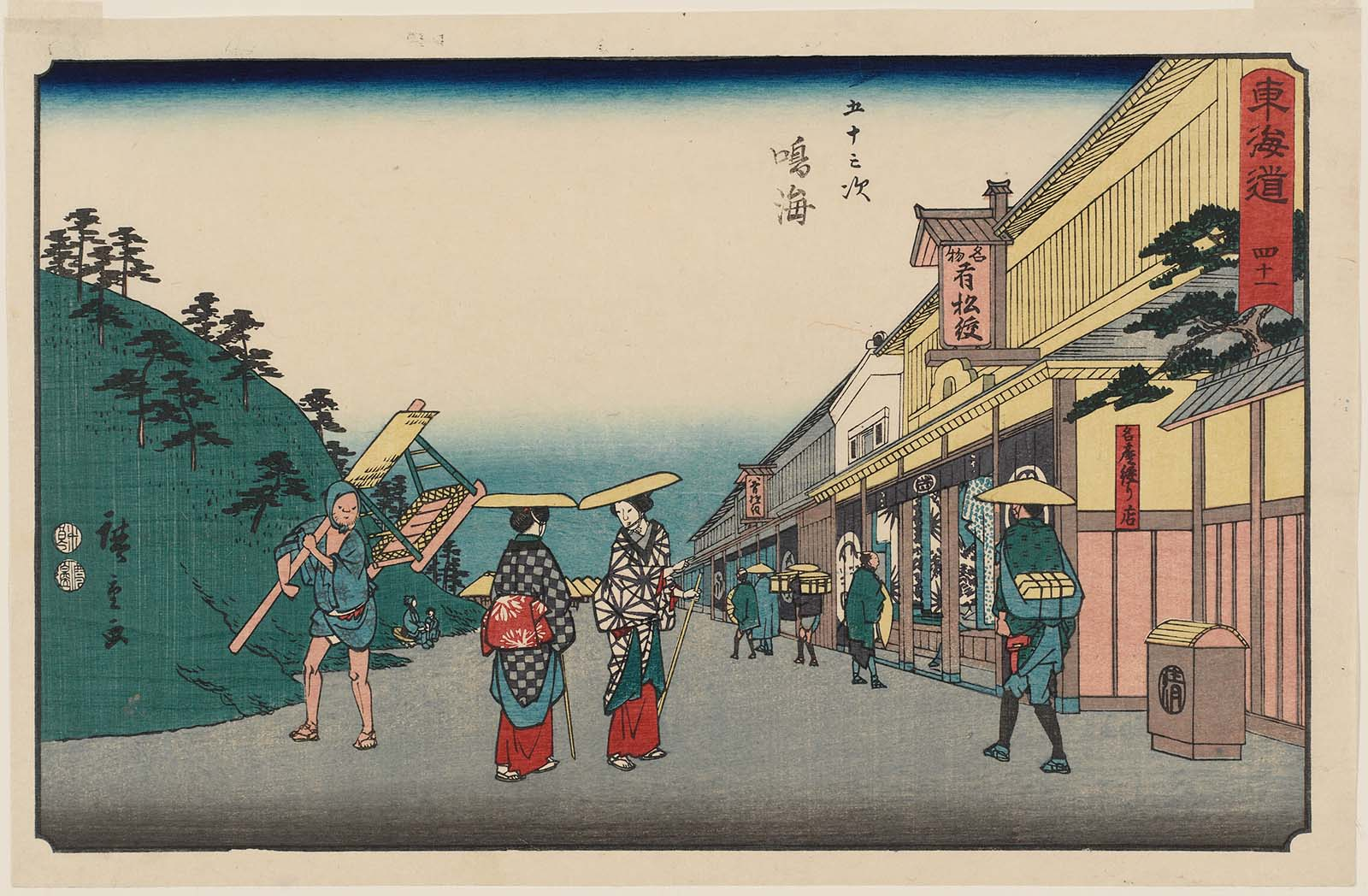
東海道 鳴海宿（『東海道五十三次（隷書東海道）』）

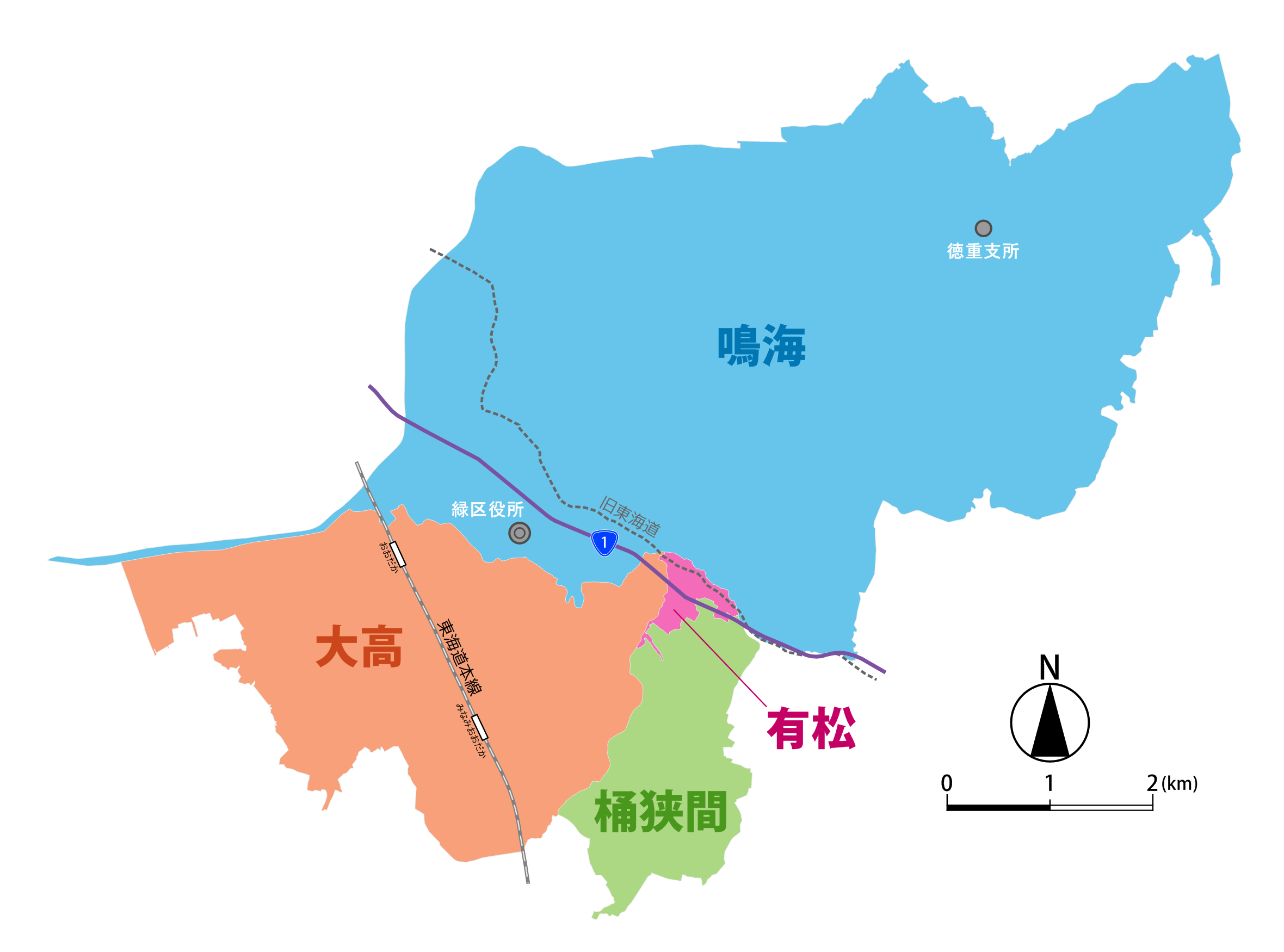
緑区における旧町村配置図

### 近世
江戸時代
江戸時代、現在の区域はすべて尾張藩の領地であった。 東海道鳴海宿に尾張藩の鳴海代官所があった。鳴海陣屋とも呼ばれた。また家老の志水家が大高に1万石で館を構えていた。

### 近代
明治時代
- 1886年（明治19年）東海道本線大高駅開業（名古屋市内最古の駅）
- 1889年（明治22年） 愛知郡鳴海村が愛知郡鳴海町になる。
- 1892年（明治25年） 知多郡有松村が知多郡有松町になる。
- 1893年（明治26年） 知多郡有松町が知多郡共和村大字桶狭間を併合する。
- 1895年（明治28年） 知多郡大高村が知多郡大高町になる。

大正時代
- 1917年（大正6年）　愛知電気鉄道有松線開通により有松裏駅（現・有松駅）、鳴海駅開業

### 近現代
昭和時代（戦前）
- 1926年（昭和元年）新文化住宅地の鳴海荘造成始まる。
- 1927年（昭和2年）10月17日 愛知郡鳴海町に鳴海球場が開場。
- 1936年（昭和11年）2月9日 鳴海球場にて日本初のプロ野球試合（同年2月5日に発足した日本職業野球連盟に属するチーム同士の対戦）である「東京ジャイアンツ（巨人軍）vs名古屋金鯱軍」が行われる。
- 1942年（昭和17年）名鉄名古屋本線左京山駅開業

昭和時代（戦後）
- 1953年（昭和28年）、町村合併促進法が施行され、名古屋市と周辺町村との合併が議論され始める。各町村（愛知郡鳴海町・豊明村・猪高村・天白村・海部郡富田町・南陽町・十四山村・飛島村・西春日井郡山田村・楠村・知多郡有松町）議会や名古屋市議会が合併を次々と承認するが、愛知県の合併阻止活動が活発化しはじめる（県は、農業の衰退や役場職員の失職などが起こるとするビラまで作って配布した）[5]。鳴海町は議会が合併推進であったが、反対運動がエスカレートし、賛成派議員の拉致や賛成派住民に対する傷害事件も発生[5]、更には反対派による町長のリコール運動も起こった。有松町では一部に反論があったものの議会が合併を承認した。一方、大高町は名古屋市と愛知県の対立や鳴海町の傷害事件を踏まえ、合併賛成から一転見送りになる。こうした中、鳴海町は合併を県に申請するも県議会はこれを否決した。名鉄名古屋本線中京競馬場前駅開業。
- 1955年（昭和30年）鳴海町・有松町の両議会が、内閣総理大臣へ審査請求提出（これに名古屋市や富田町・南陽町・十四山村・飛島村・山田村・楠村も付随）。しかし、両町編入を否定する内閣総理大臣裁定が出されるに至り、1度目の合併構想は頓挫した。
- 1959年（昭和34年）大規模住宅団地の鳴海団地竣工
- 1963年（昭和38年）4月1日 合併に向けての3度目の動きが高まり、先行して愛知郡鳴海町が名古屋市に編入され、14番目の区として緑区となる。旧鳴海町役場がそのまま緑区役所となる。区名候補には他に「愛知区」「緑丘区」などがあった。
- 1964年（昭和39年）12月1日 一部に合併反対の動きが残っていた知多郡有松町および大高町が名古屋市緑区に編入される。両町の旧役場はそれぞれ区役所の有松支所・大高支所となる。
- 1965年（昭和40年）4月29日 知多郡上野町大字名和の一部分を編入。

- 1968年（昭和43年）8月29日 知多郡上野町大字名和の残部を編入。上野町名和の編入では、1969年（昭和44年）に上野・横須賀両町の合併で東海市が成立する。

- 1974年（昭和49年）1月21日 区役所が現在地に移転。同時に有松・大高の両支所が廃止される。2007年（平成19年）現在、旧区役所は緑生涯学習センター、旧有松支所は有松・鳴海絞会館、旧大高支所は江明公園となっており、いずれにもそこに（合併前の）役場が存在したことを示す碑が建てられている。
- 1984年（昭和59年）有松町の旧東海道沿いの町並みが名古屋市の「有松町並み保存地区」に指定される。

### 現代
平成時代
- 1992年（平成4年）「有松町並み保存地区」が名古屋市の都市景観重要建築物等に指定される。
- 2004年（平成16年）名古屋市内で最も人口の多い区になる。
- 2009年（平成21年）JR東海道本線南大高駅開業
- 2010年（平成22年）5月6日 緑区役所徳重支所が開設される。
- 2011年（平成23年）3月27日 桜通線の野並-徳重間の開通により緑区に初めて地下鉄の駅が設置される（相生山駅、神沢駅、徳重駅）。
- 2016年（平成28年）7月25日 「名古屋市有松伝統的建造物群保存地区」が国の重要伝統的建造物群保存地区として選定される[6]。

## 政治

### 行政

#### 役所
区役所
- 緑区役所
  - 緑区役所徳重支所

行政機関
- 名古屋市緑生涯学習センター
- 緑保健センター
- ユメリア徳重

## 出先機関・施設

### 施設

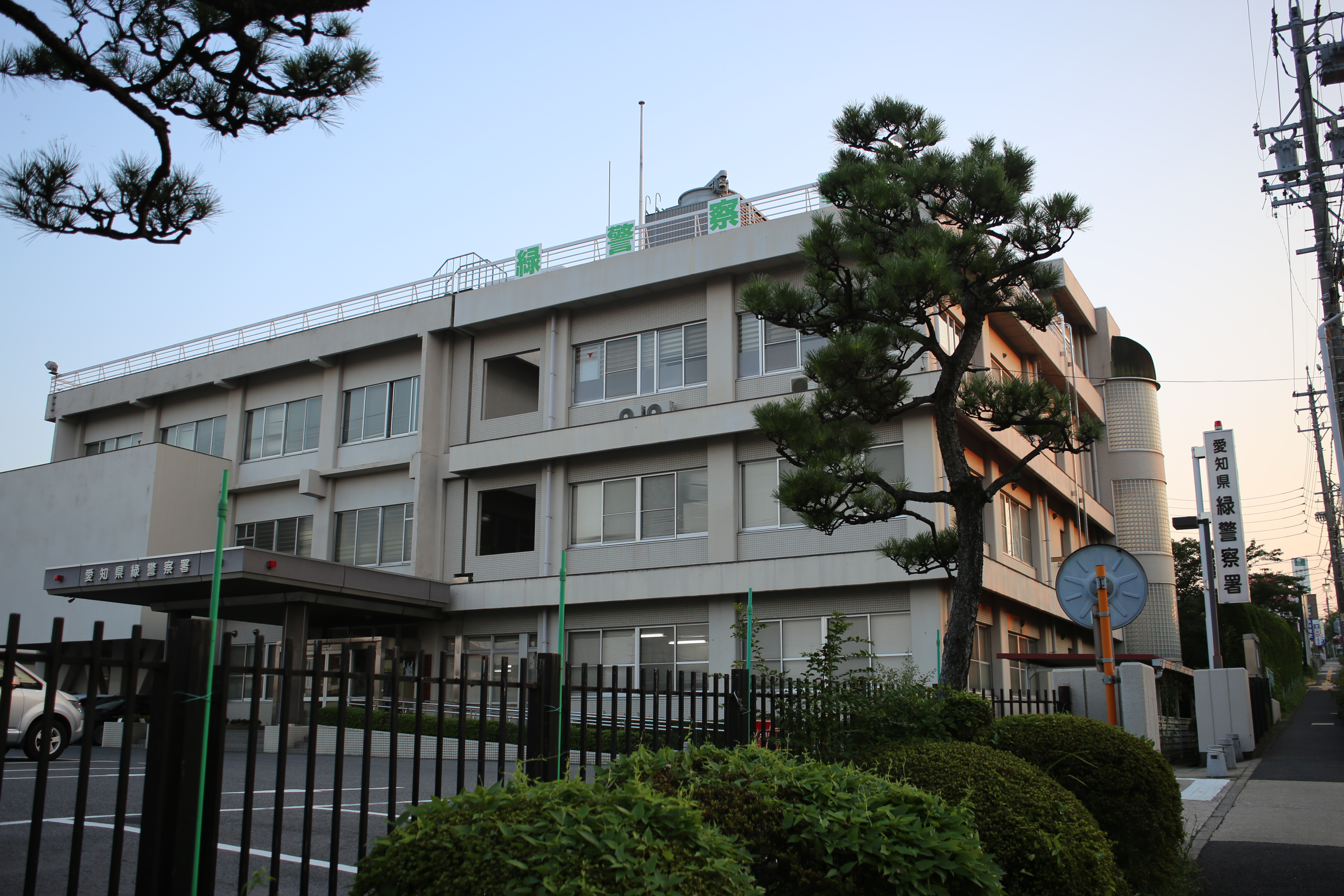
愛知県緑警察署

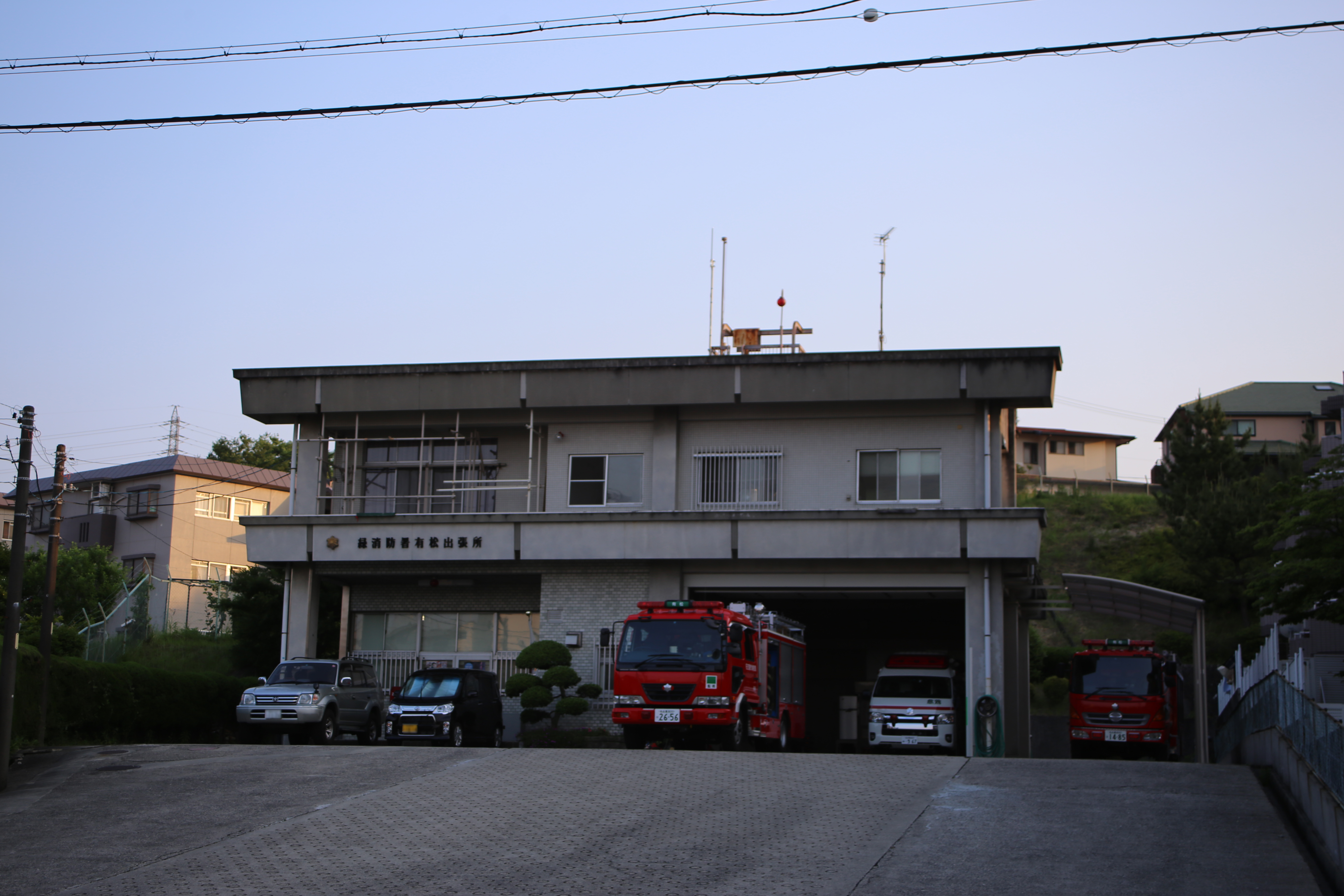
名古屋市緑消防署有松出張所

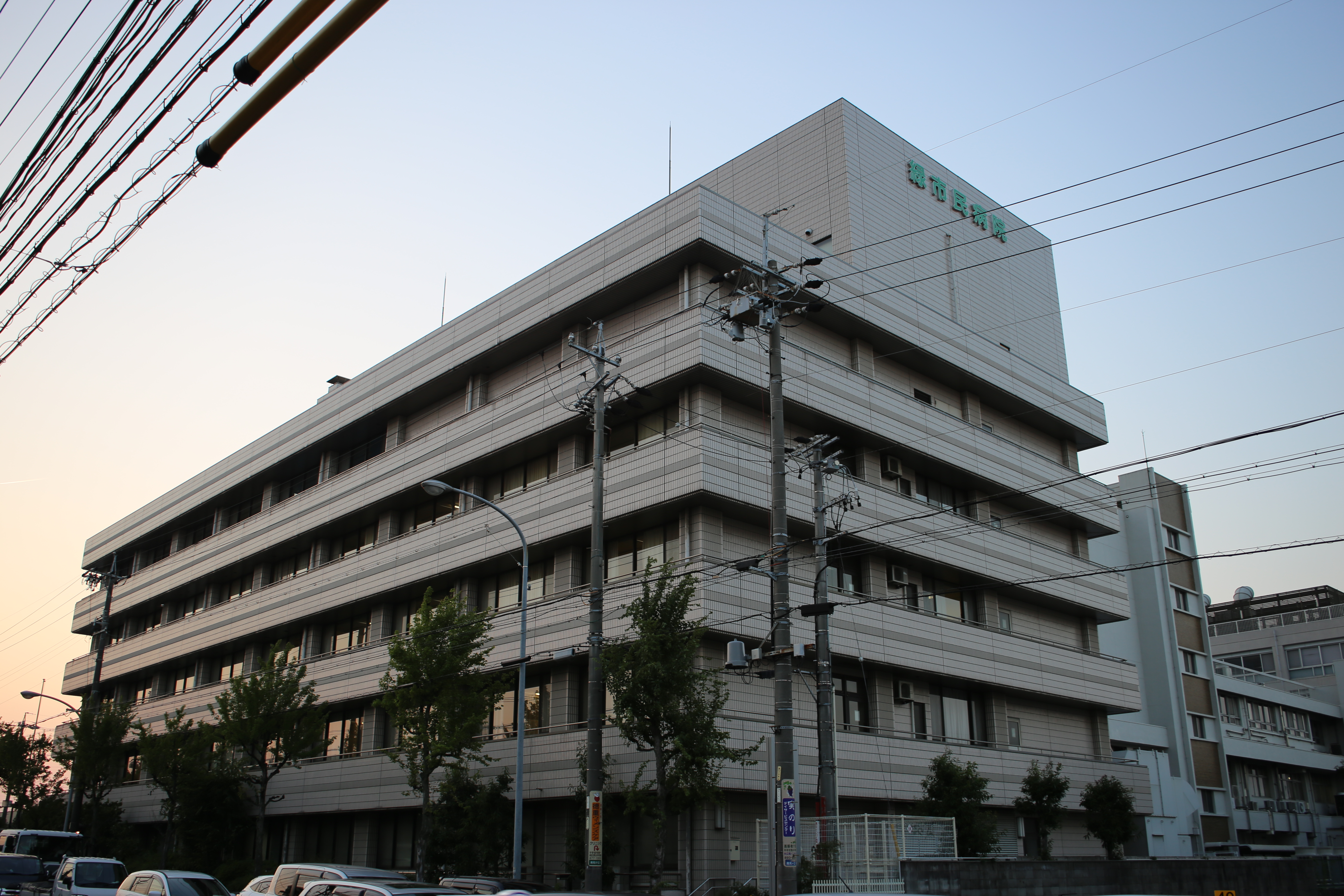
名古屋市立緑市民病院

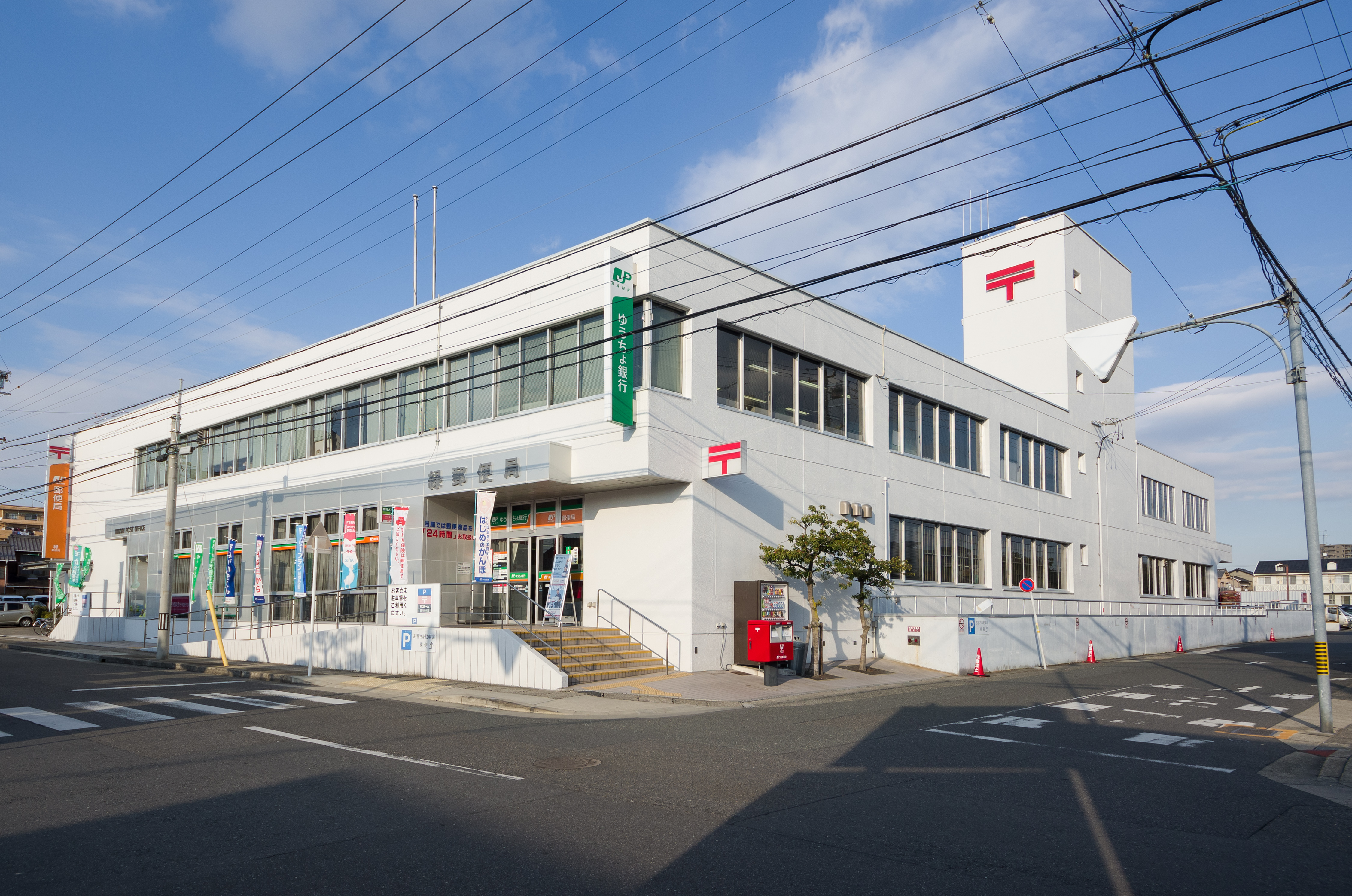
名古屋緑郵便局

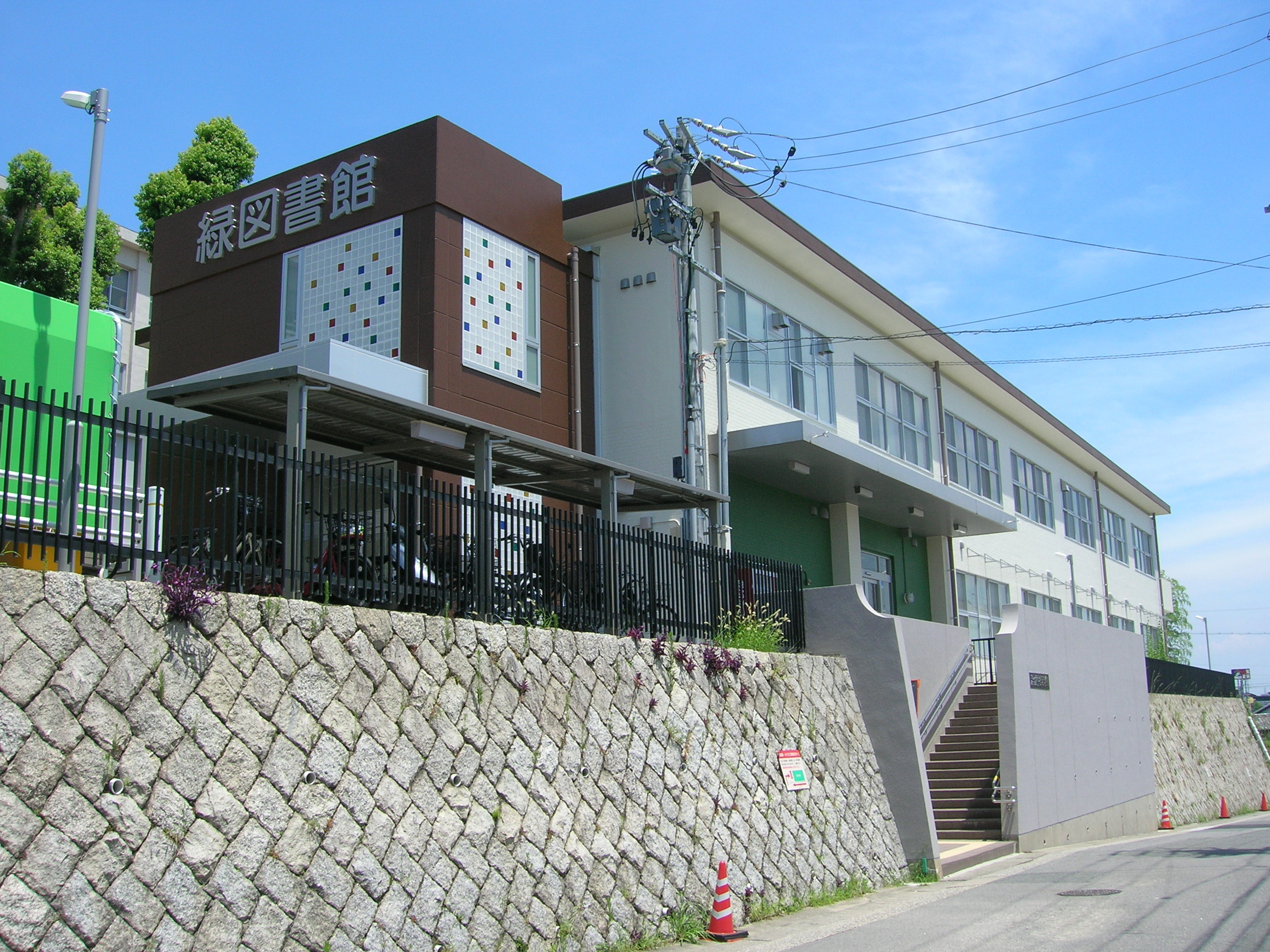
名古屋市緑図書館

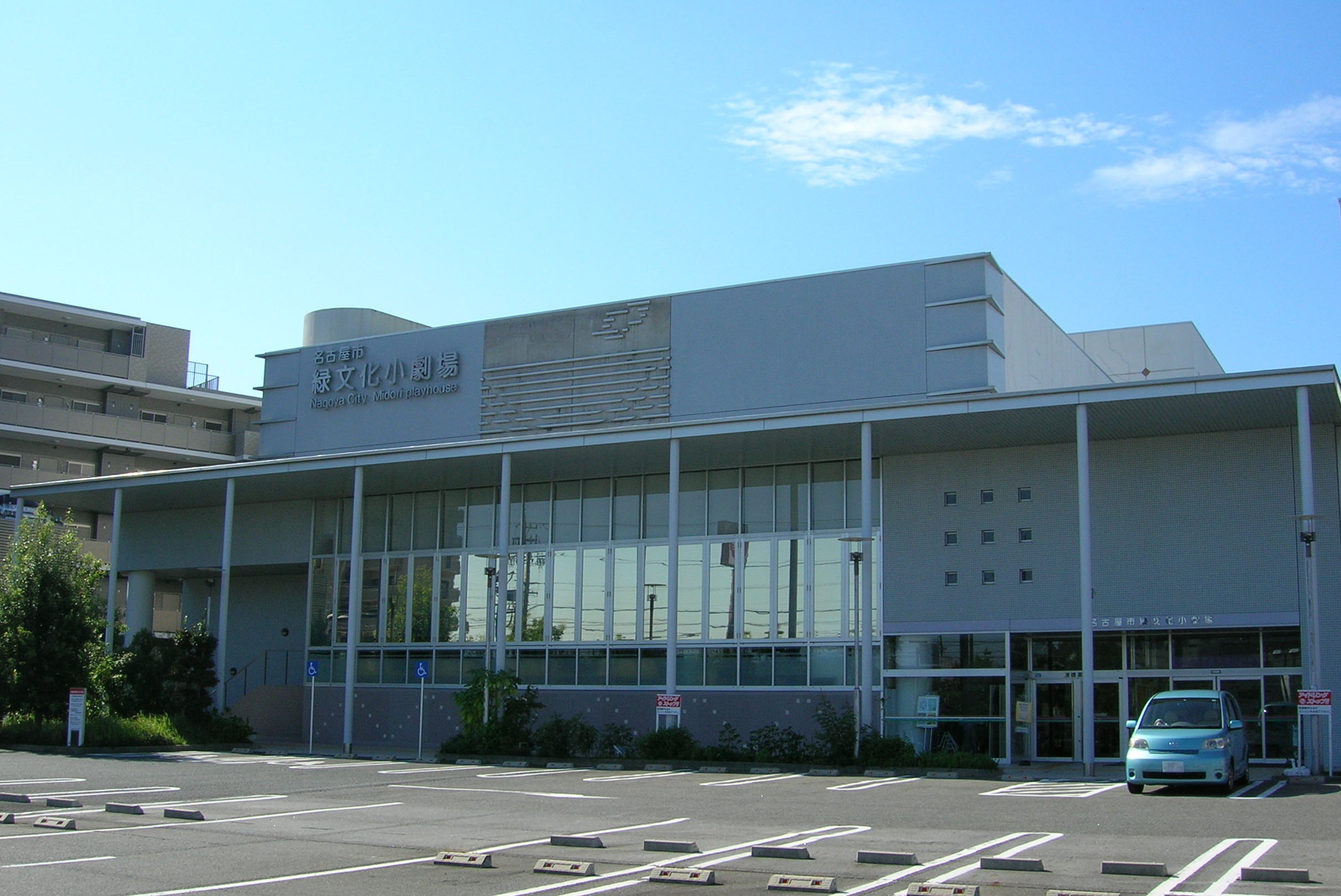
名古屋市緑文化小劇場

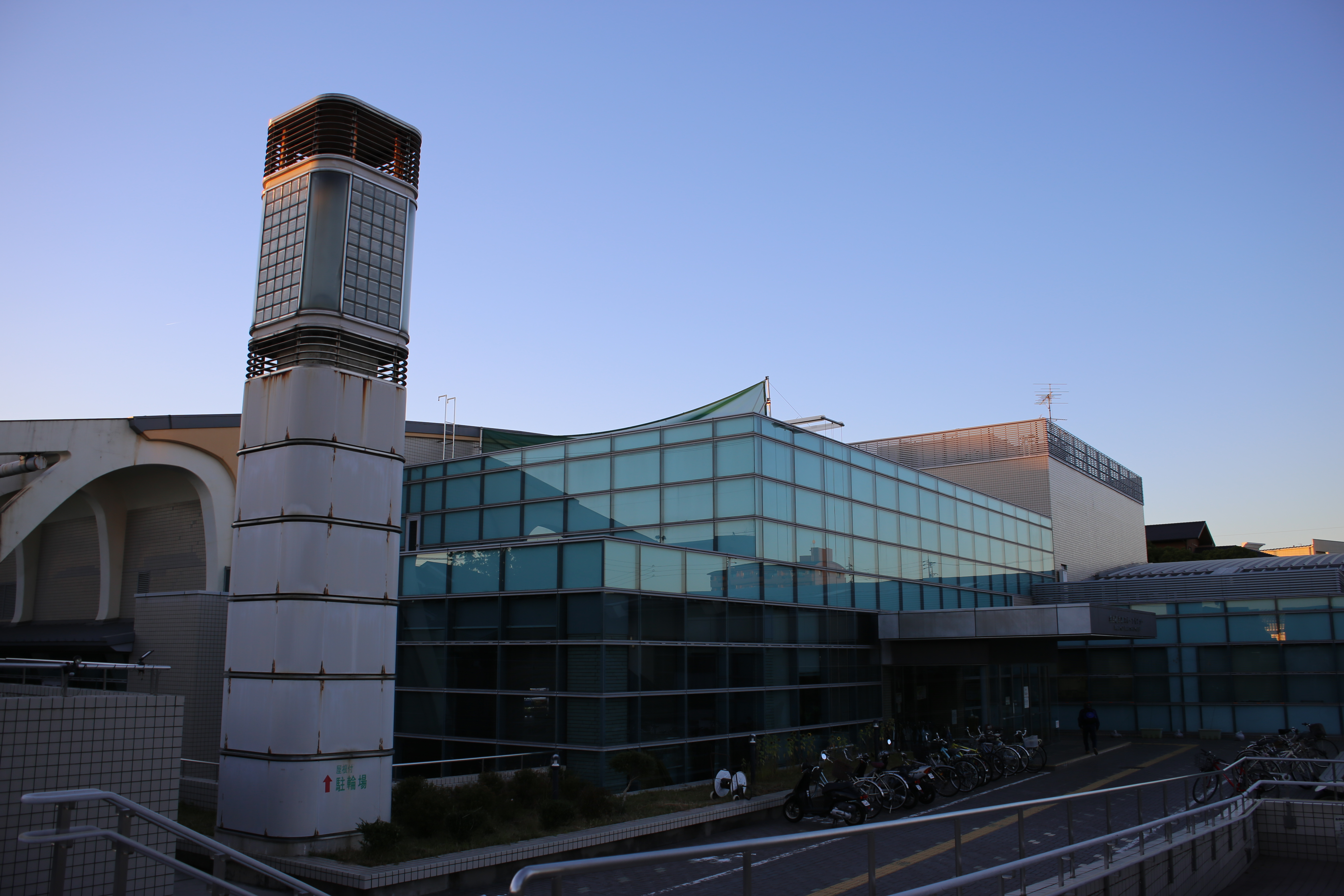
緑スポーツセンター

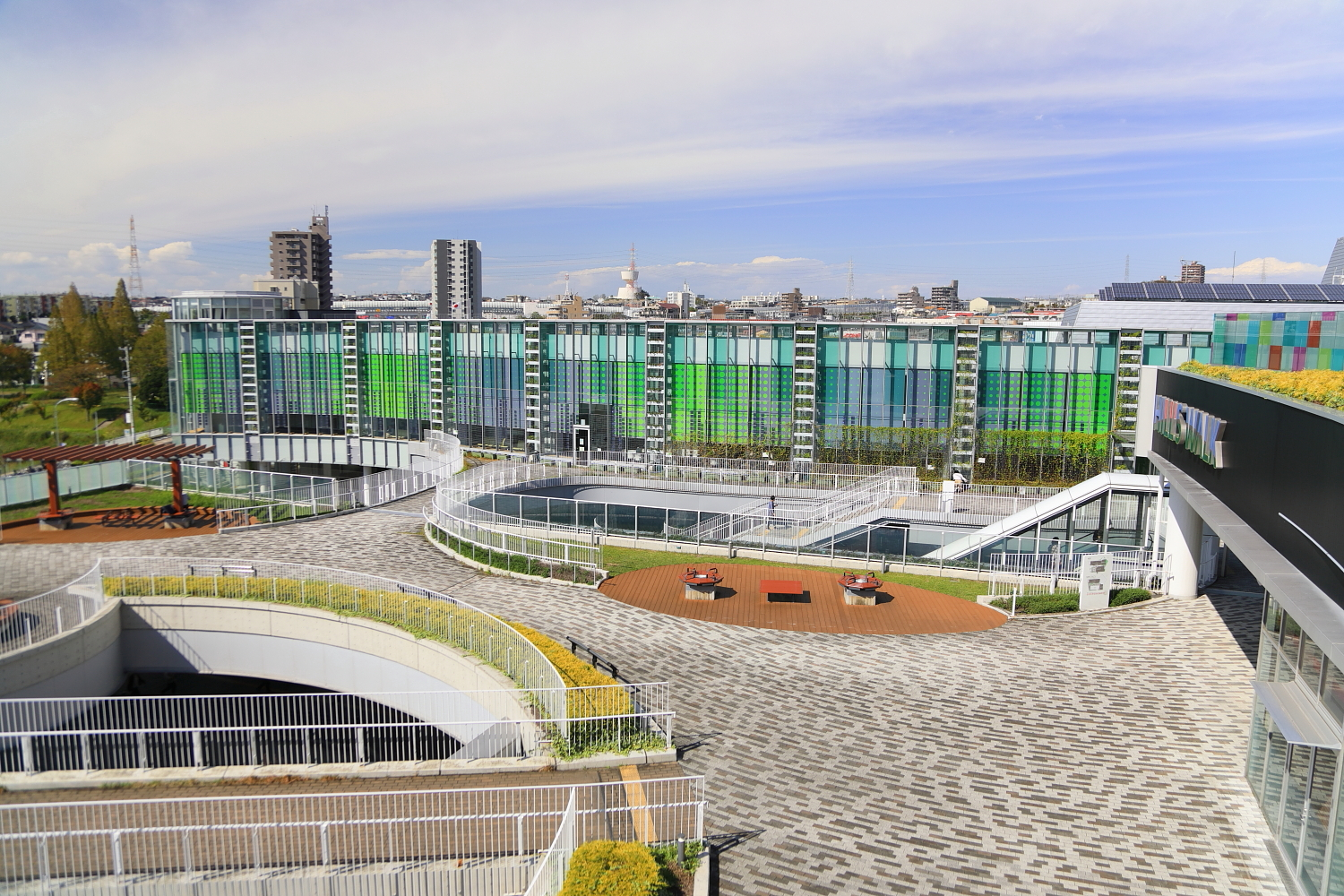
ヒルズウォーク徳重ガーデンズテラスより望むユメリア

#### 警察
警察署
- 愛知県緑警察署

交番
- 桃山交番（桃山三丁目）
- 徳重交番（亀が洞一丁目）
- 平手交番（大清水三丁目）
- 東陵交番（鳴海町字細根）
- 有松交番（有松）
- 大高交番（大高町字下熊瀬）
- 桶狭間交番（桶狭間森前）
- 鳴海交番（鳴海町字本町）
- 鳴子交番（鳴子町一丁目）
- 滝ノ水交番（滝ノ水四丁目）
- 南大高交番（南大高四丁目）

2015年（平成27年）2月、住民の設置要望に応じて、大高交番より独立新設された。敷地面積は189平方メートル、間口9メートル、奥行き21メートル、鉄筋2階建ての建物。
- 徳重駅前交番（元徳重一丁目）

#### 消防
消防署
- 名古屋市緑消防署

出張所
- 大高（大高町字下塩田）
- 徳重（熊の前一丁目）
- 鳴海（鳴海町字乙子山）
- 有松（有松町大字桶狭間字生山）

#### 医療・福祉
主な病院
- 相生山病院
- 名古屋市立緑市民病院
- 総合病院南生協病院

#### 郵便局
主な郵便局
- 名古屋緑郵便局

#### 文化施設
図書館
- 名古屋市徳重図書館
- 名古屋市緑図書館

劇場
- 名古屋市緑文化小劇場

#### 運動施設
- 中京競馬場 - 所在地は豊明市だが、一部が区内にかかっており、敷地内の電話も名古屋市内と同じ市外局番052である。
- 緑スポーツセンター
- 緑ボクシングジム

## 経済

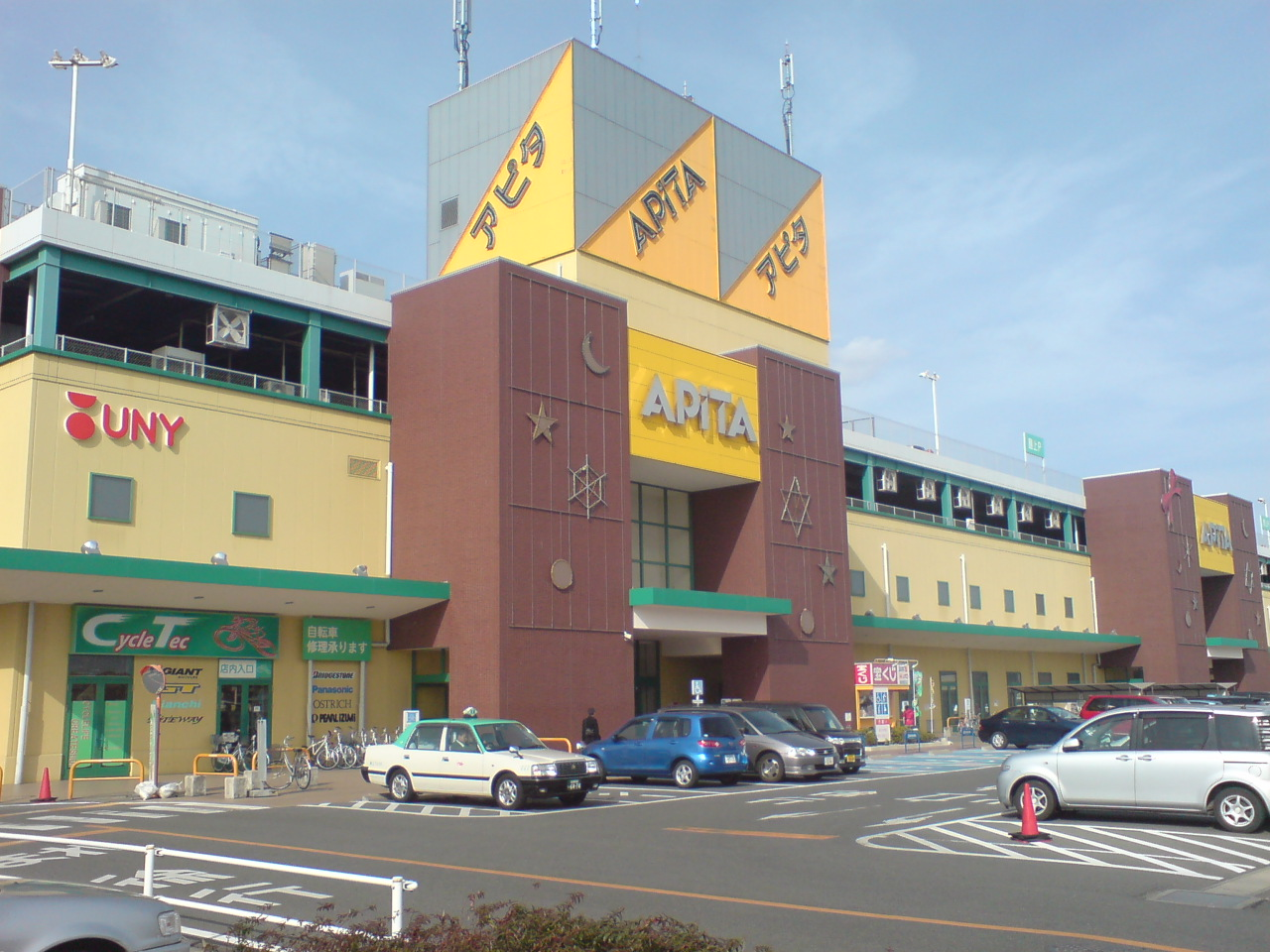
アピタ鳴海店

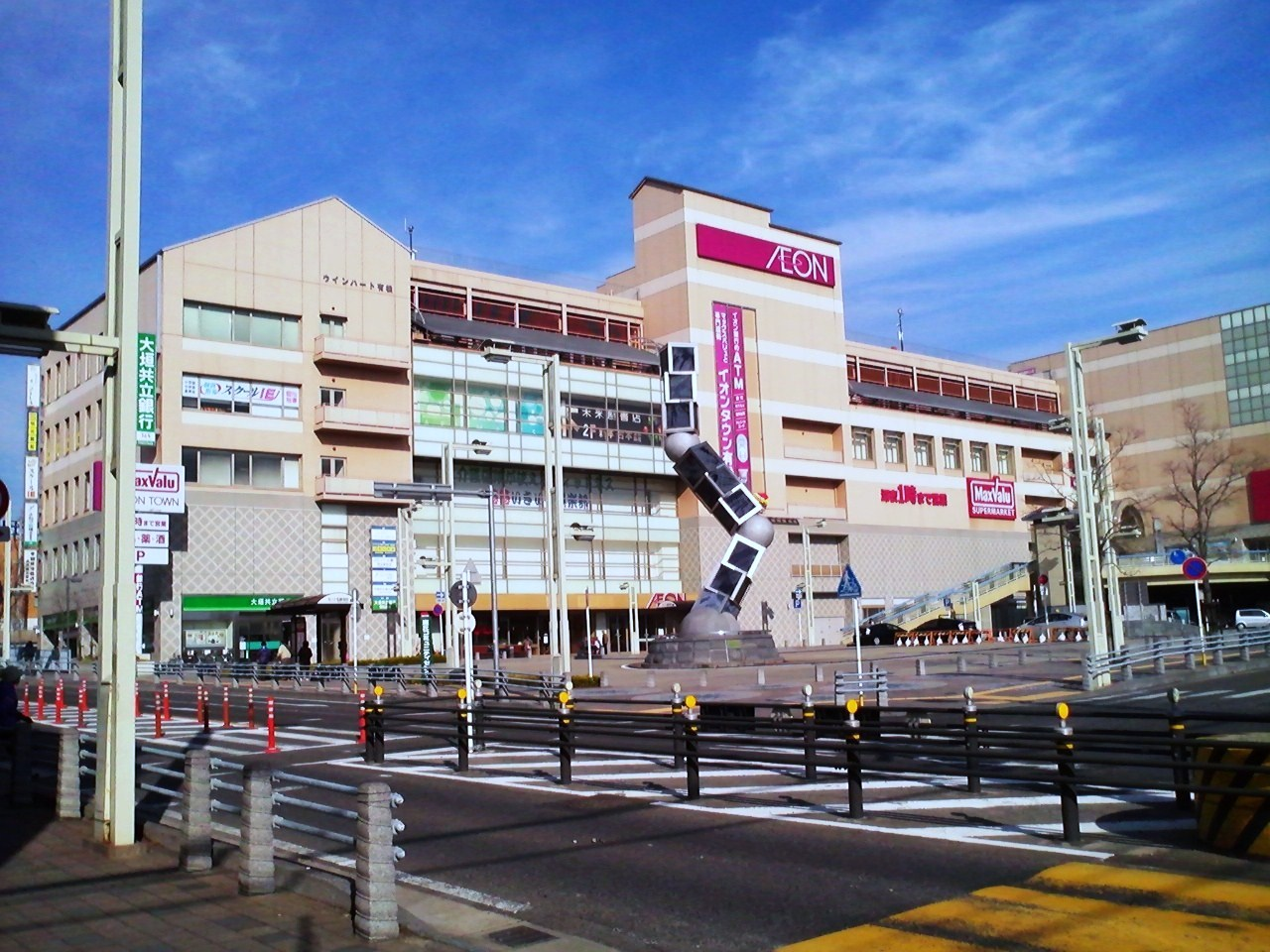
イオンタウン有松

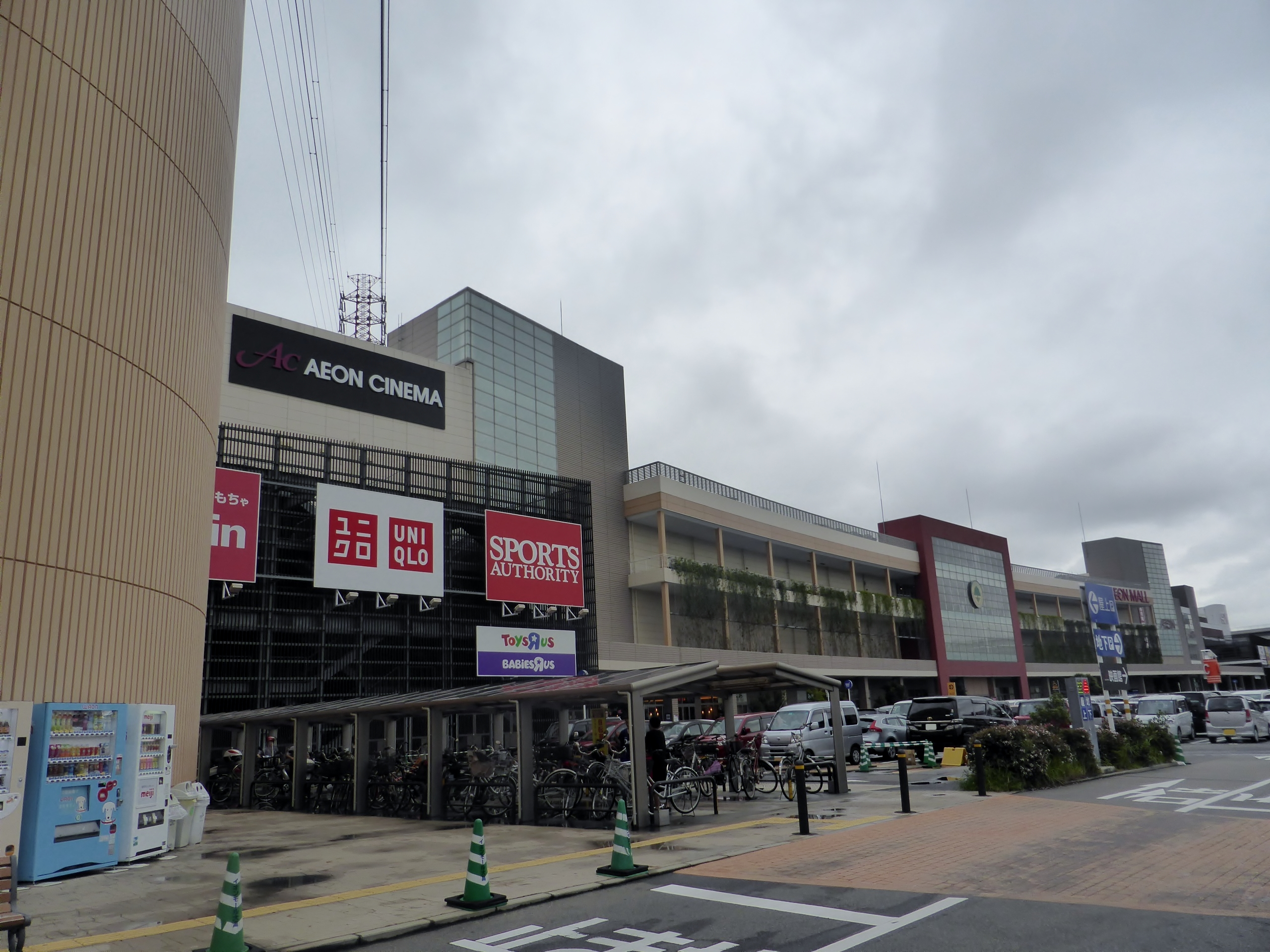
イオンモール大高

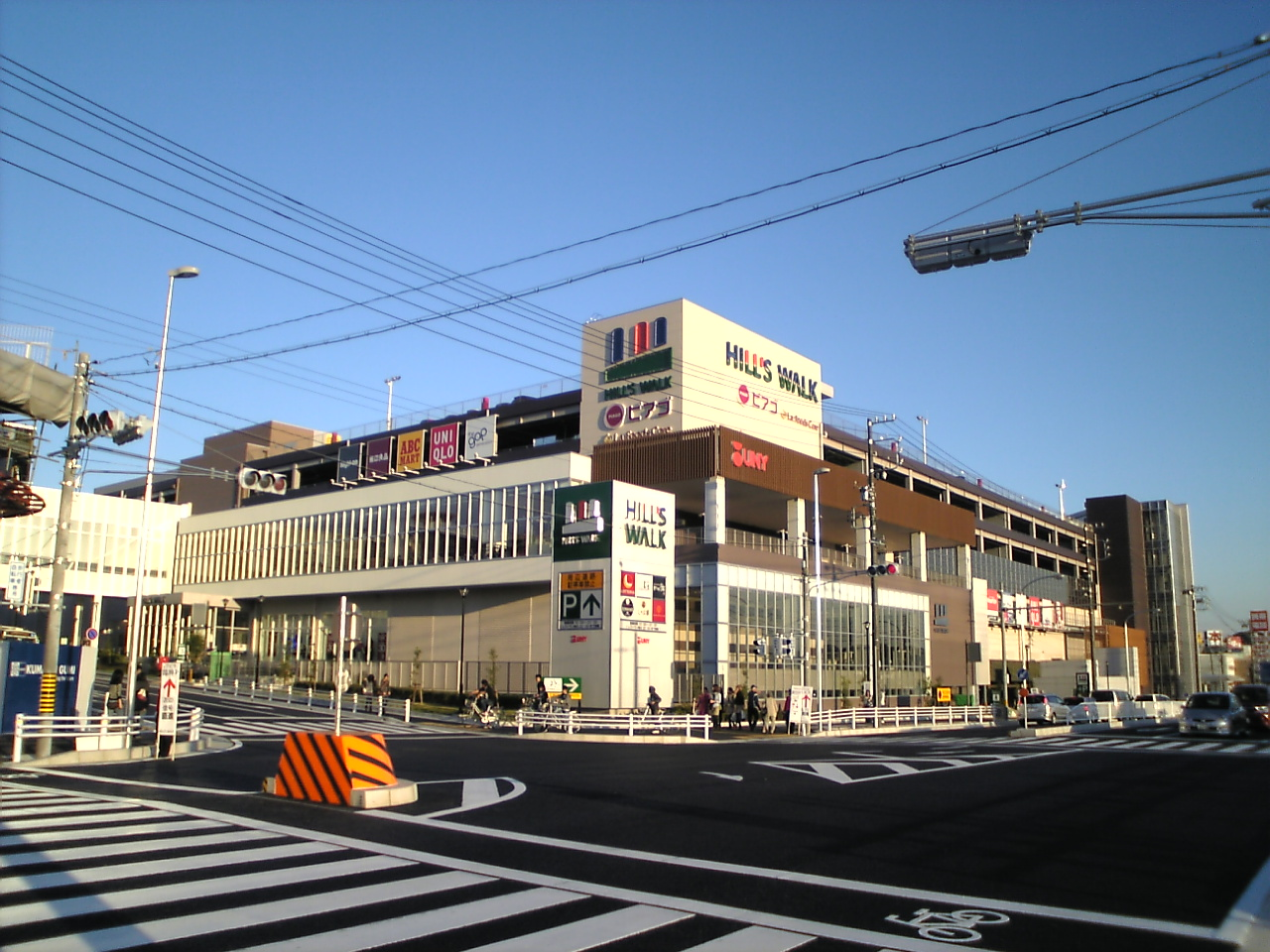
ヒルズウォーク徳重ガーデンズ

### 第三次産業

#### 商業
主な繁華街
- 有松
- 大高
- 徳重（旧鳴海町北部）
- 鳴海（旧宿場町）

主な商業施設
- アオキスーパー大高店、鳴子店、鳴海店
- アピタ鳴海店、緑店
- アミカ緑浦里店
- 有松ジャンボリー（フィール、ヤマダデンキ、ニトリ、スポーツデポ、ゴルフ5など）
- イオンタウン有松（マックスバリュと55の専門店）
- イオンモール大高（イオンと210の専門店）
- EQVo!もも山店
- ウオダイプラス
- カインズホーム名古屋大高インター店
- カネスエ徳重店
- コープあいち大高インター店
- コジマ×ビックカメラ鳴海店
- コノミヤ神の倉店、滝ノ水店、鳴子店
- ジャンボエンチョー鳴海店
- 旬楽膳滝ノ水店
- 西友鳴海店
- タチヤ緑神沢店
- DCM鳴海店、桶狭間店（旧ユーホーム店舗）
- ドン・キホーテ緑店
- なるぱーく（バロー、ジョーシンなど）
- バロー滝ノ水店、鳴海店
- ヒルズウォーク徳重ガーデンズ
- フィールなるみ店
- フェルナ相原郷店、姥子山店、森の里店
- 平和堂グリーンプラザ店
- ピアゴ清水山店
- マックスバリュ有松駅前店、左京山店、鳴子店
- ヤマダデンキテックランドNew野並店
- ヤマナカ白土フランテ館、滝ノ水店
- ヤマダイうばこ店、鳴海店、Verde鳴海駅店

### 本社を置く企業
上場企業
- カネ美食品
- JBイレブン
- 中央発條

## 情報・生活

### ライフライン

#### 電力
- 中部電力パワーグリッド緑営業所
- 中部電力技術研究所

#### ガス
- 東邦ガス

#### 上下水道
- 名古屋市上下水道局
  - 鳴海配水場
  - 鳴海水処理センター

#### 電信
- NTT西日本

## 交通

### 鉄道

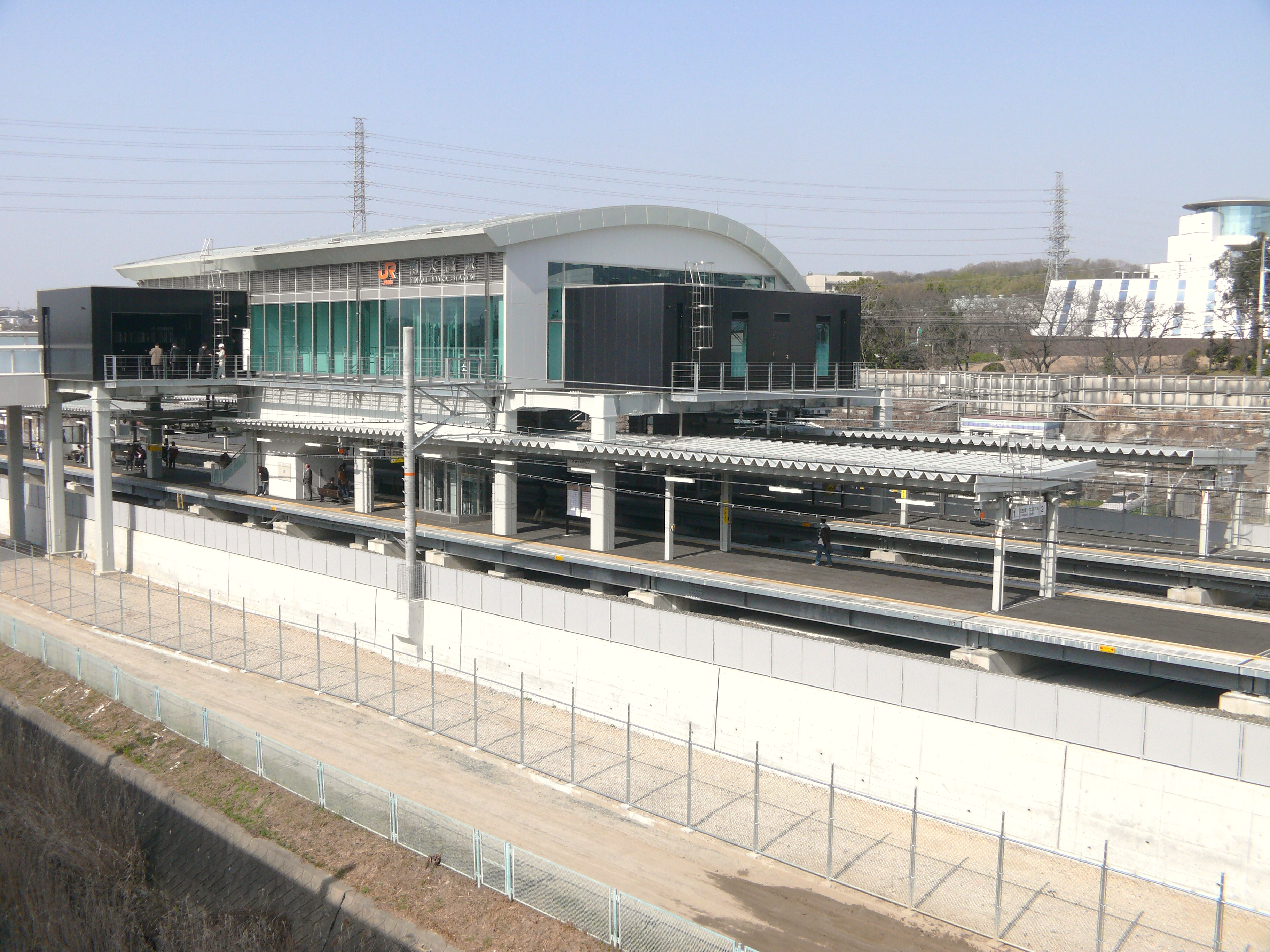
南大高駅

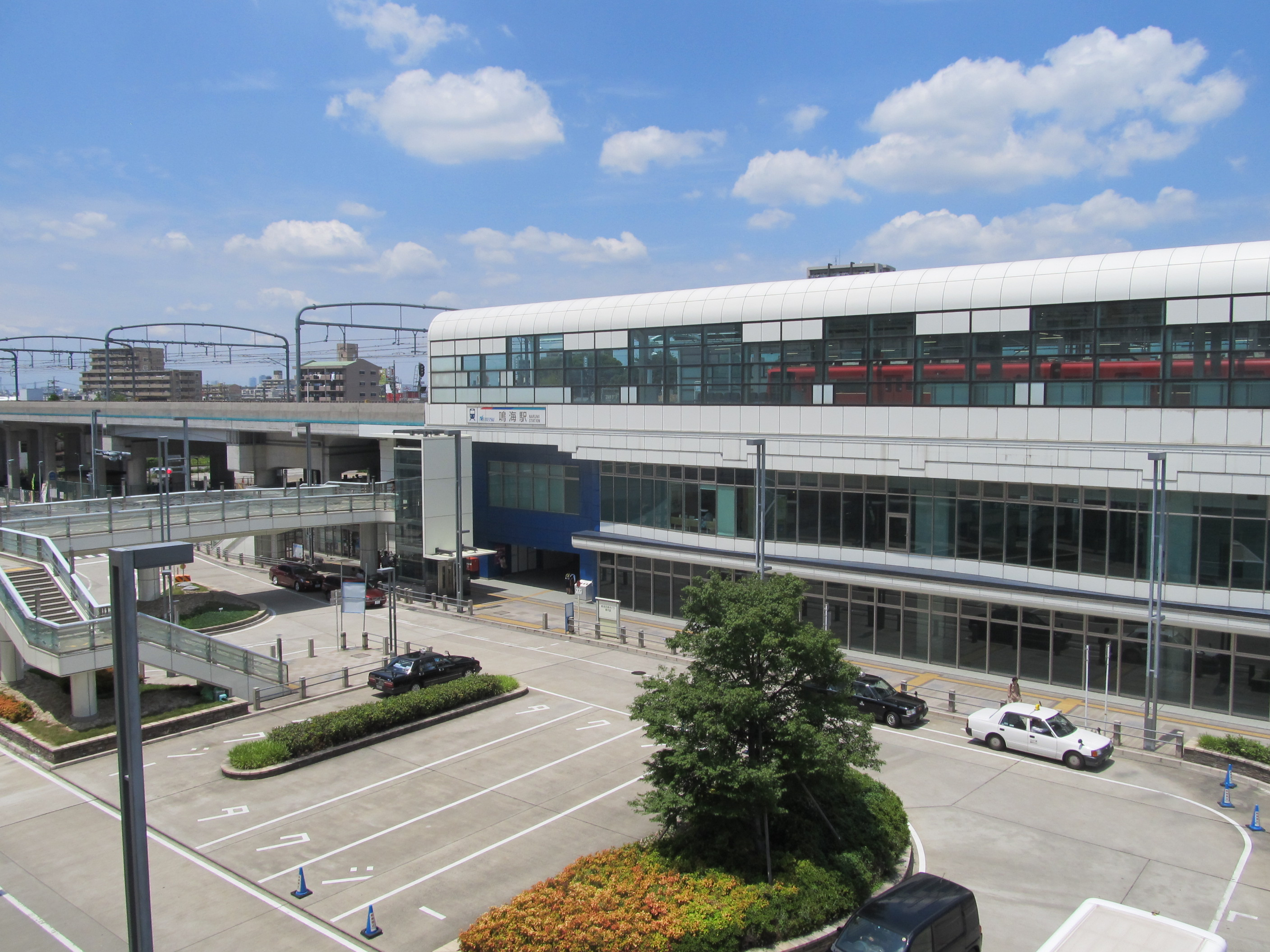
鳴海駅

区の中心駅は鳴海駅と徳重駅であるが、利用者は分散している。区役所への最寄駅は左京山駅となる。
東海旅客鉄道（JR東海）
■ 東海道本線：南大高駅 - 大高駅
- このほか、東海道新幹線も区内を通過しているが駅はない。

名古屋鉄道（名鉄）
■ 名古屋本線：中京競馬場前駅 - 有松駅 - 左京山駅 - 鳴海駅
- このほか、常滑線も区内を通過しているが駅はない。

名古屋市交通局（名古屋市営地下鉄）
■ 桜通線：（名古屋市天白区）- 相生山駅 - 神沢駅 - 徳重駅

### バス

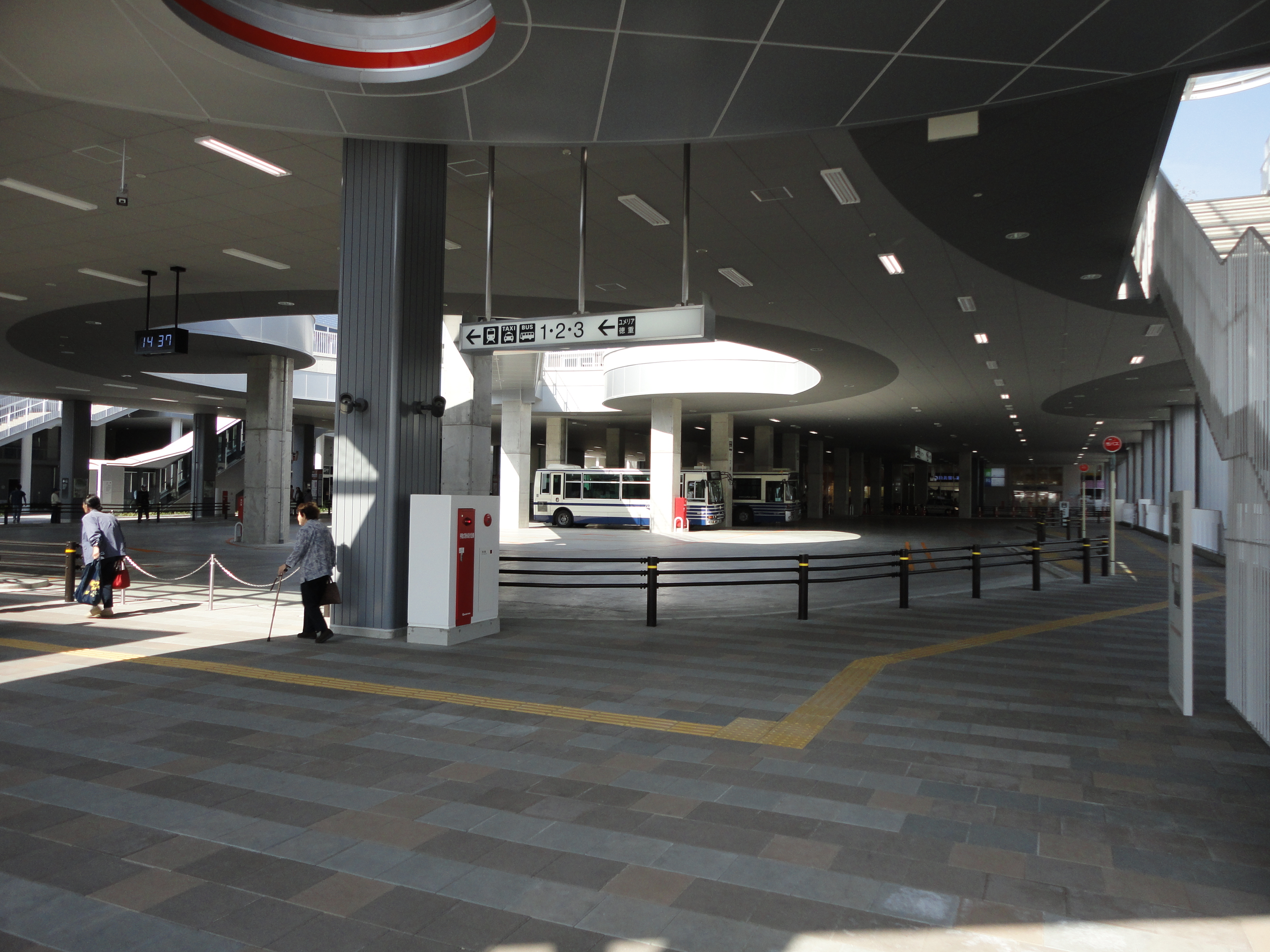
徳重バスターミナル

#### 路線バス
- 名古屋市営バス - 徳重駅・鳴子北駅（天白区）・有松駅を拠点に区内のほぼ全域を運行。
- 名鉄バス - 鳴海駅・徳重駅を拠点に一部地区を運行[注釈 1]。豊明市と藤田医科大学病院を行き来するバスも一旦市域を通過してから病院へ出入りする。

#### 営業所
- 名古屋市営バス緑営業所

#### 交通広場
- 有松交通広場
- 大高交通広場
- 徳重交通広場
- 鳴海交通広場
- 南大高交通広場

### 道路

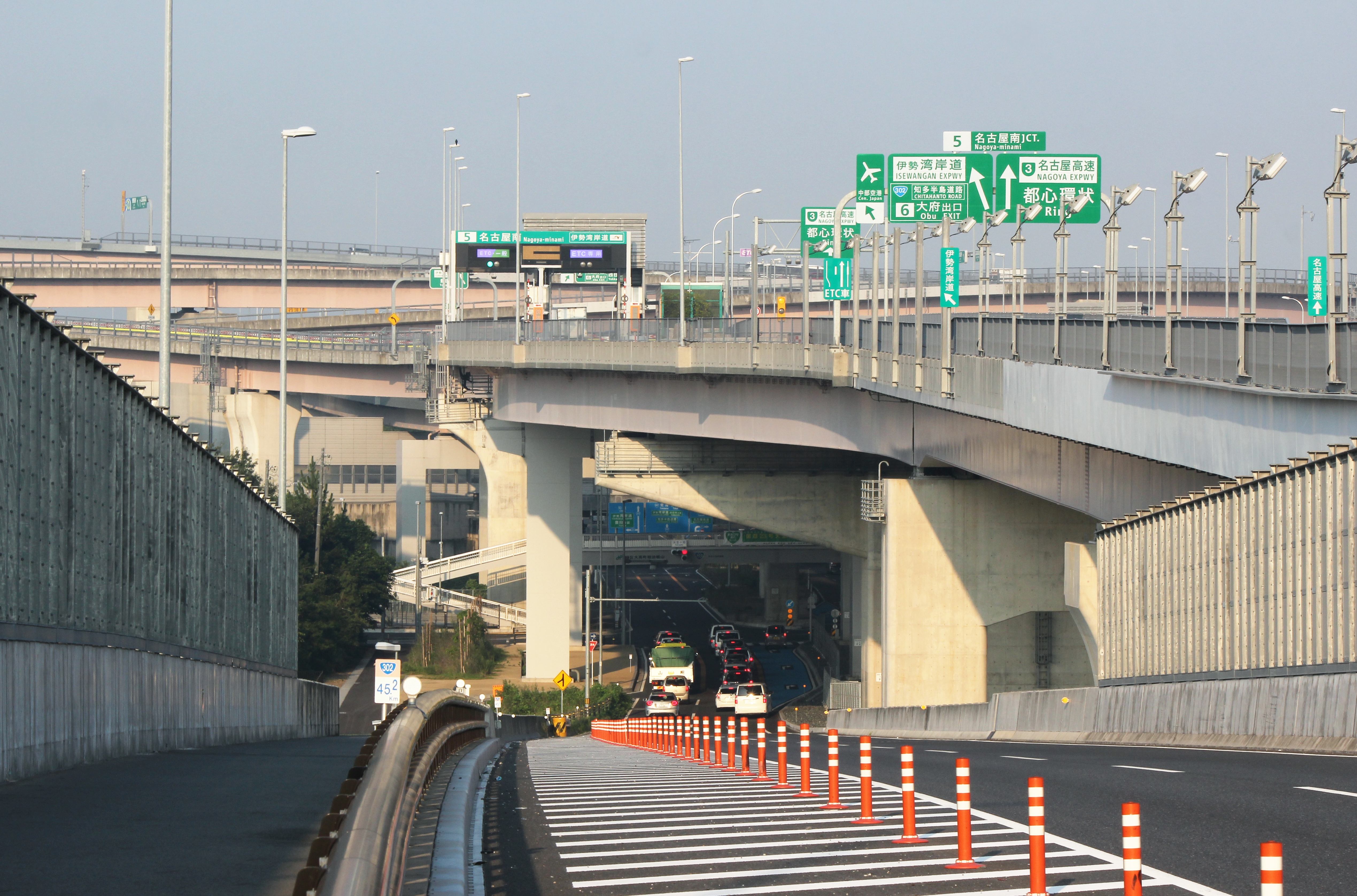
名古屋南JCT

#### 高速道路
中日本高速道路（NEXCO中日本）
- 伊勢湾岸自動車道：（大府市）-（5）名古屋南IC/JCT-（大府市）
- 名古屋第二環状自動車道：（5）名古屋南JCT -（1）有松IC -（2）鳴海IC -（名古屋市天白区）

愛知県道路公社
- 知多半島道路：大高IC -（大府市）

名古屋高速道路
- 3号大高線：（名古屋市南区）-（308/318）大高出入口 - 名古屋南JCT

#### 国道
- 国道1号
- 国道23号（名四国道）
- 国道247号：天白川上の千鳥橋を数十m通る
- 国道302号（名古屋環状2号線）
- 国道366号

#### 県道
主要地方道
- 愛知県道23号東浦名古屋線
- 愛知県道36号諸輪名古屋線
- 愛知県道50号名古屋碧南線
- 愛知県道56号名古屋岡崎線（東海通の一部）
- 愛知県道59号名古屋中環状線

一般県道
- 愛知県道220号阿野名古屋線
- 愛知県道222号緑瑞穂線（旧東海道）
- 愛知県道236号春木沓掛線
- 愛知県道237号新田名古屋線
- 愛知県道242号鳴海停車場線
- 愛知県道243号東海緑線

#### 幹線道路の道路通称名
＜南北の道路＞
- 名四国道
- 環状2号

＜東西の道路＞
- 東海通

## 教育

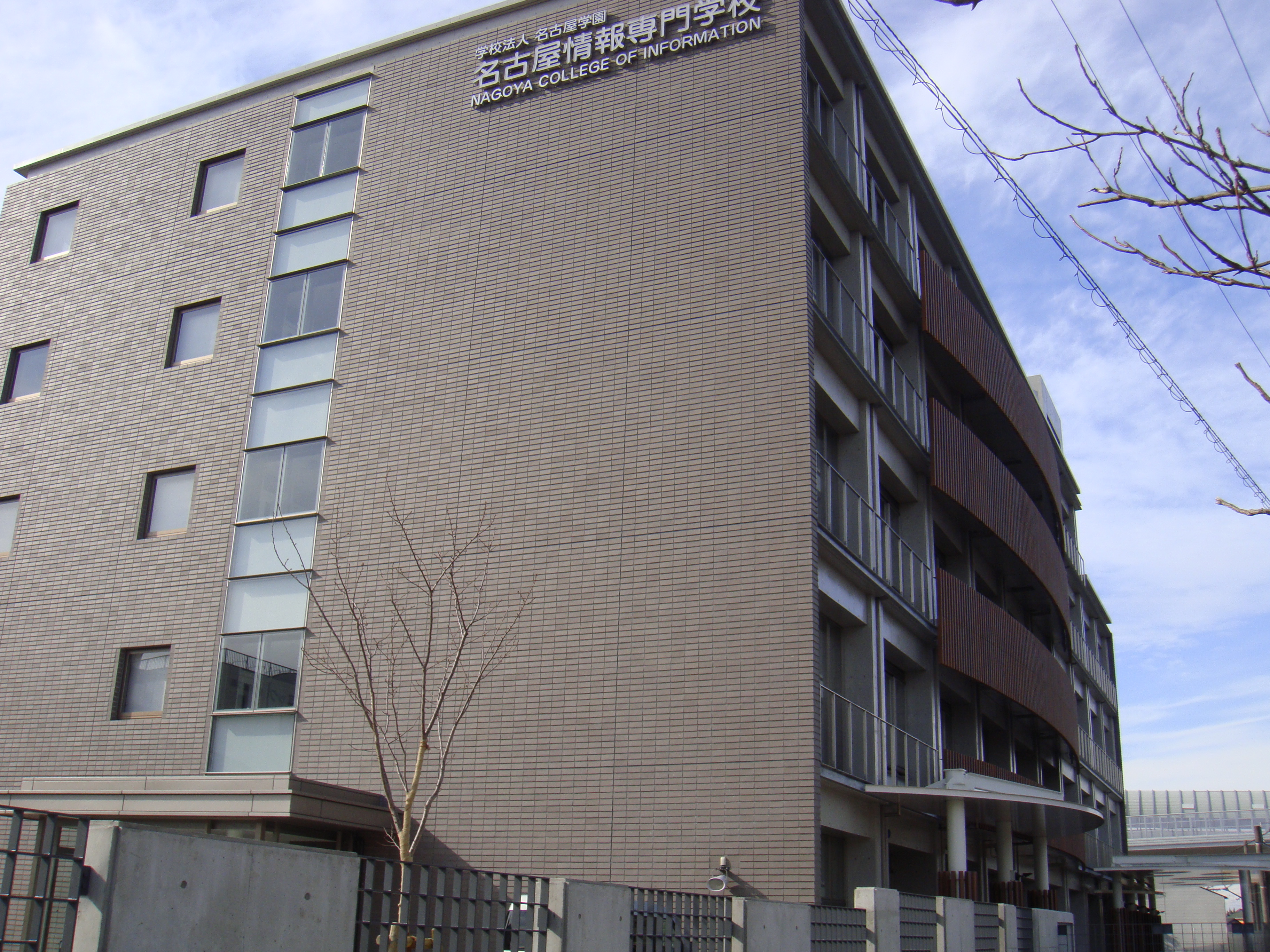
名古屋情報専門学校

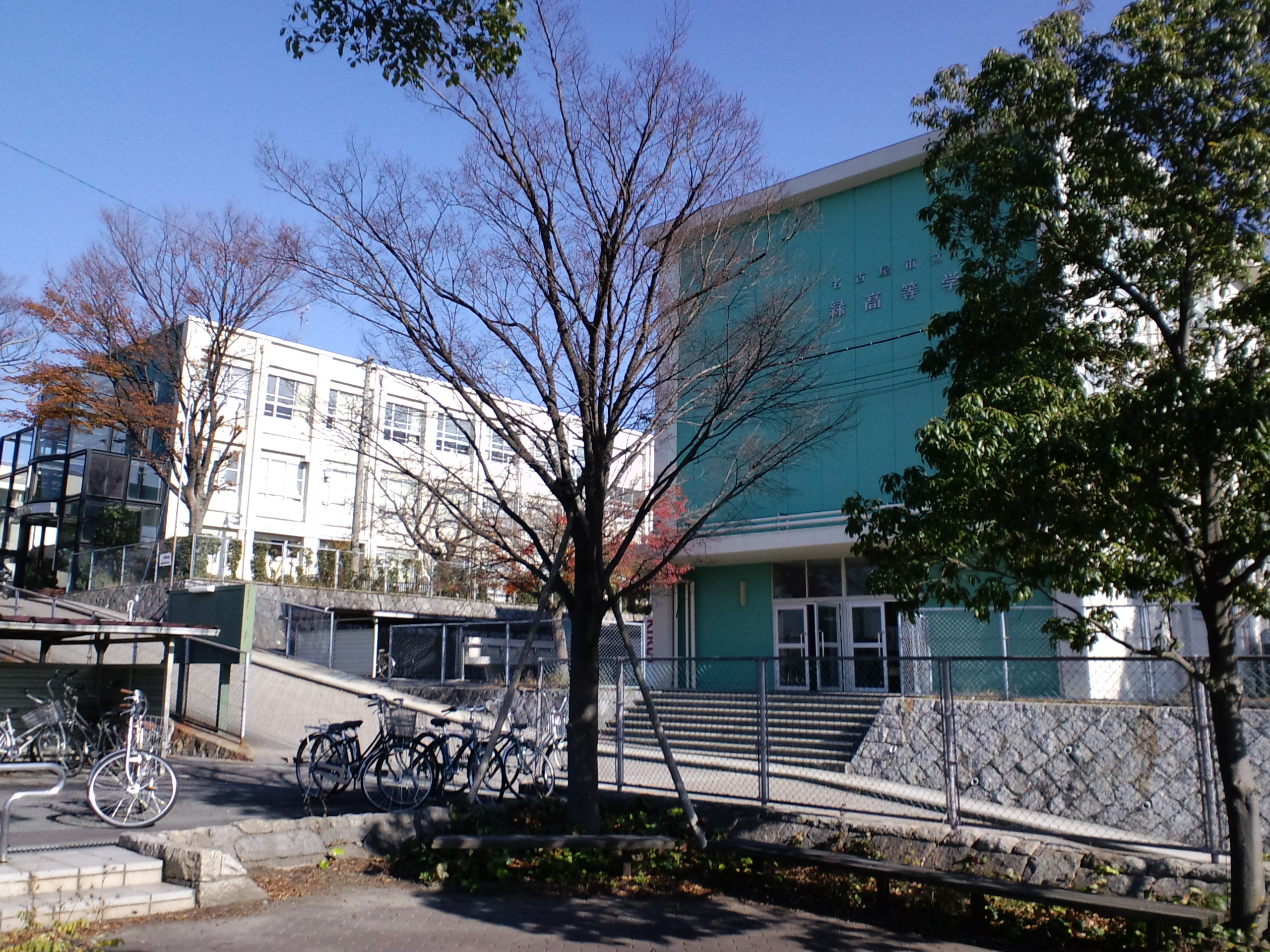
名古屋市立緑高等学校

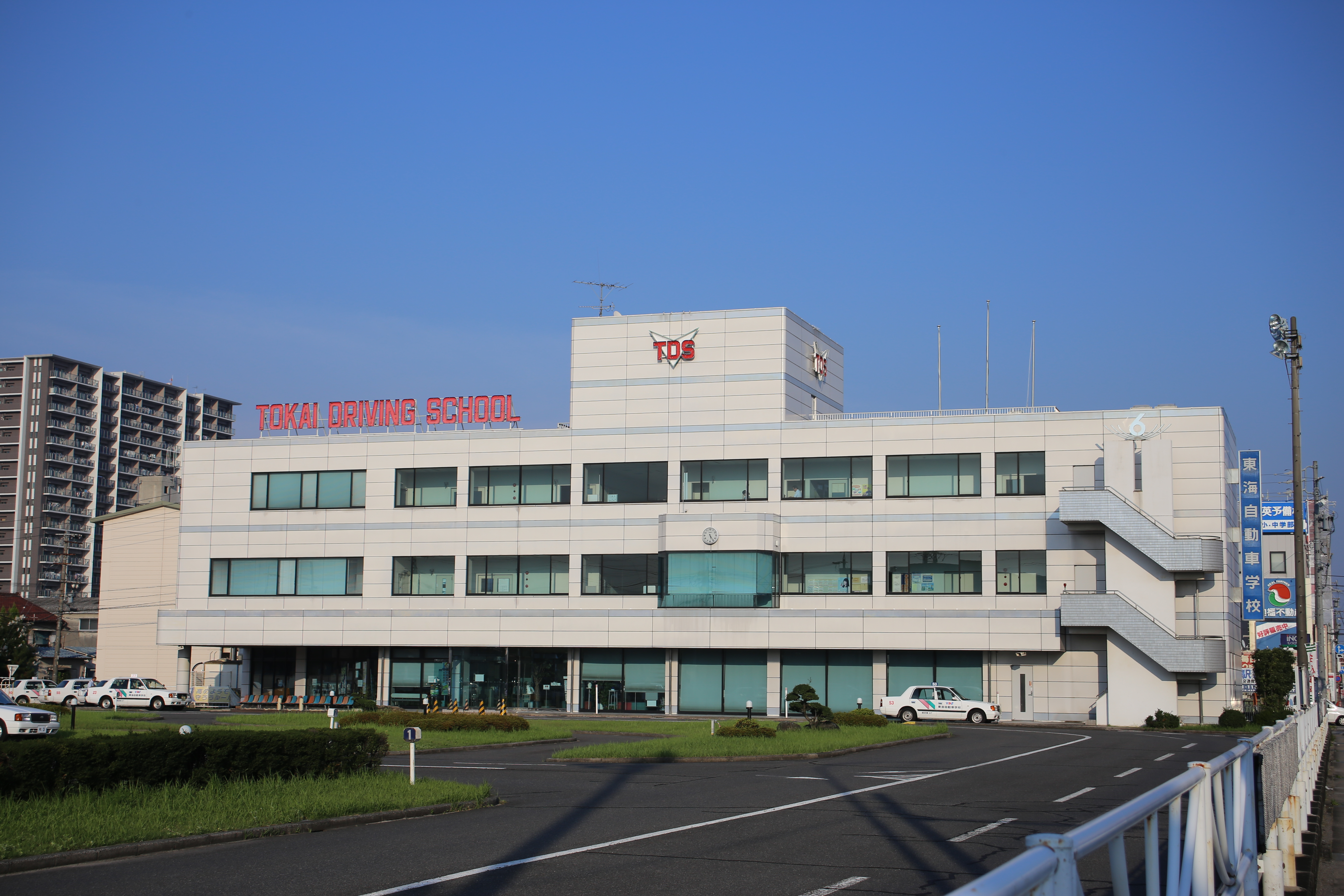
東海自動車学校

### 専修学校
私立
- 名古屋情報専門学校

### 高等学校
県立
- 愛知県立鳴海高等学校

市立
- 名古屋市立緑高等学校

### 中学校
市立
- 名古屋市立有松中学校
- 名古屋市立扇台中学校
- 名古屋市立大高中学校
- 名古屋市立鎌倉台中学校
- 名古屋市立神沢中学校
- 名古屋市立神の倉中学校
- 名古屋市立左京山中学校
- 名古屋市立滝ノ水中学校
- 名古屋市立千鳥丘中学校
- 名古屋市立東陵中学校
- 名古屋市立鳴子台中学校
- 名古屋市立鳴海中学校

### 小学校
市立
- 名古屋市立鳴海小学校
- 名古屋市立平子小学校
- 名古屋市立鳴海東部小学校
- 名古屋市立東丘小学校
- 名古屋市立鳴子小学校
- 名古屋市立有松小学校
- 名古屋市立大高小学校
- 名古屋市立緑小学校
- 名古屋市立片平小学校
- 名古屋市立戸笠小学校
- 名古屋市立太子小学校
- 名古屋市立旭出小学校
- 名古屋市立浦里小学校
- 名古屋市立黒石小学校
- 名古屋市立神の倉小学校
- 名古屋市立長根台小学校
- 名古屋市立桶狭間小学校
- 名古屋市立相原小学校
- 名古屋市立桃山小学校
- 名古屋市立南陵小学校
- 名古屋市立大高北小学校
- 名古屋市立大高南小学校
- 名古屋市立徳重小学校
- 名古屋市立滝ノ水小学校
- 名古屋市立大清水小学校
- 名古屋市立常安小学校
- 名古屋市立小坂小学校
- 名古屋市立熊の前小学校

### 自動車学校
- 東海自動車学校
- 緑ヶ丘自動車学校
- 名鉄自動車学校

## 観光

### 名所・旧跡

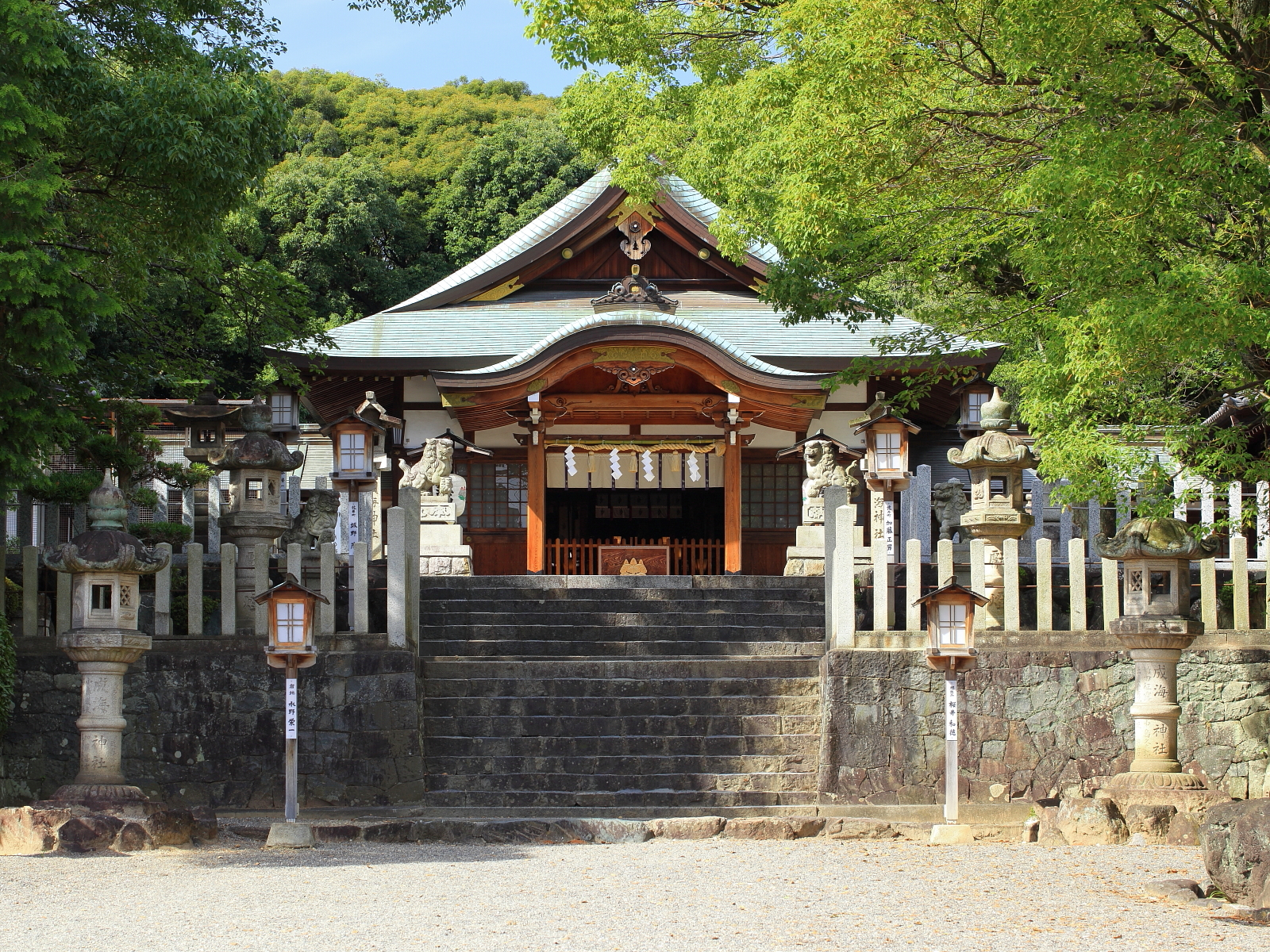
成海神社
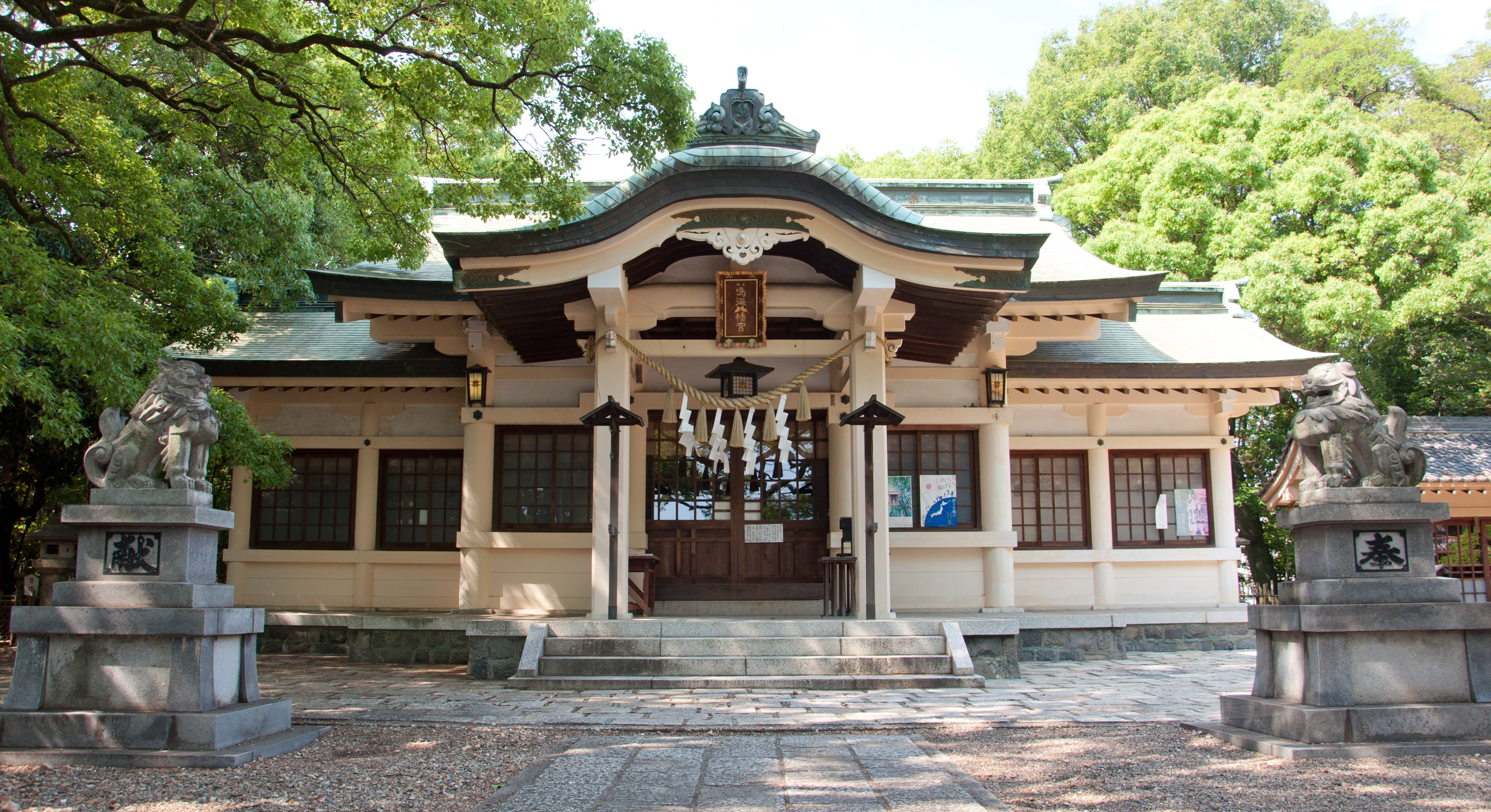
鳴海八幡宮
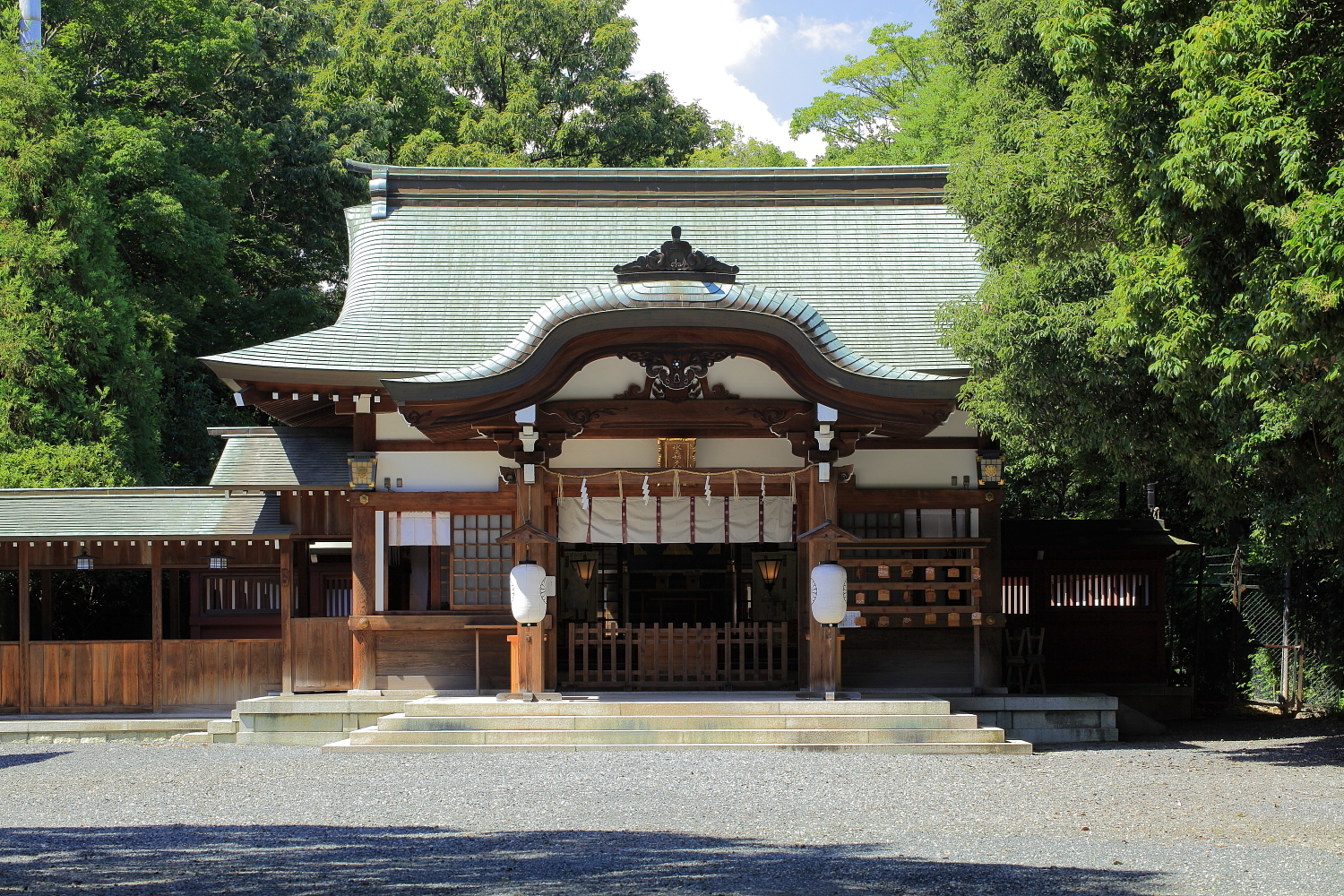
氷上姉子神社

主な城郭

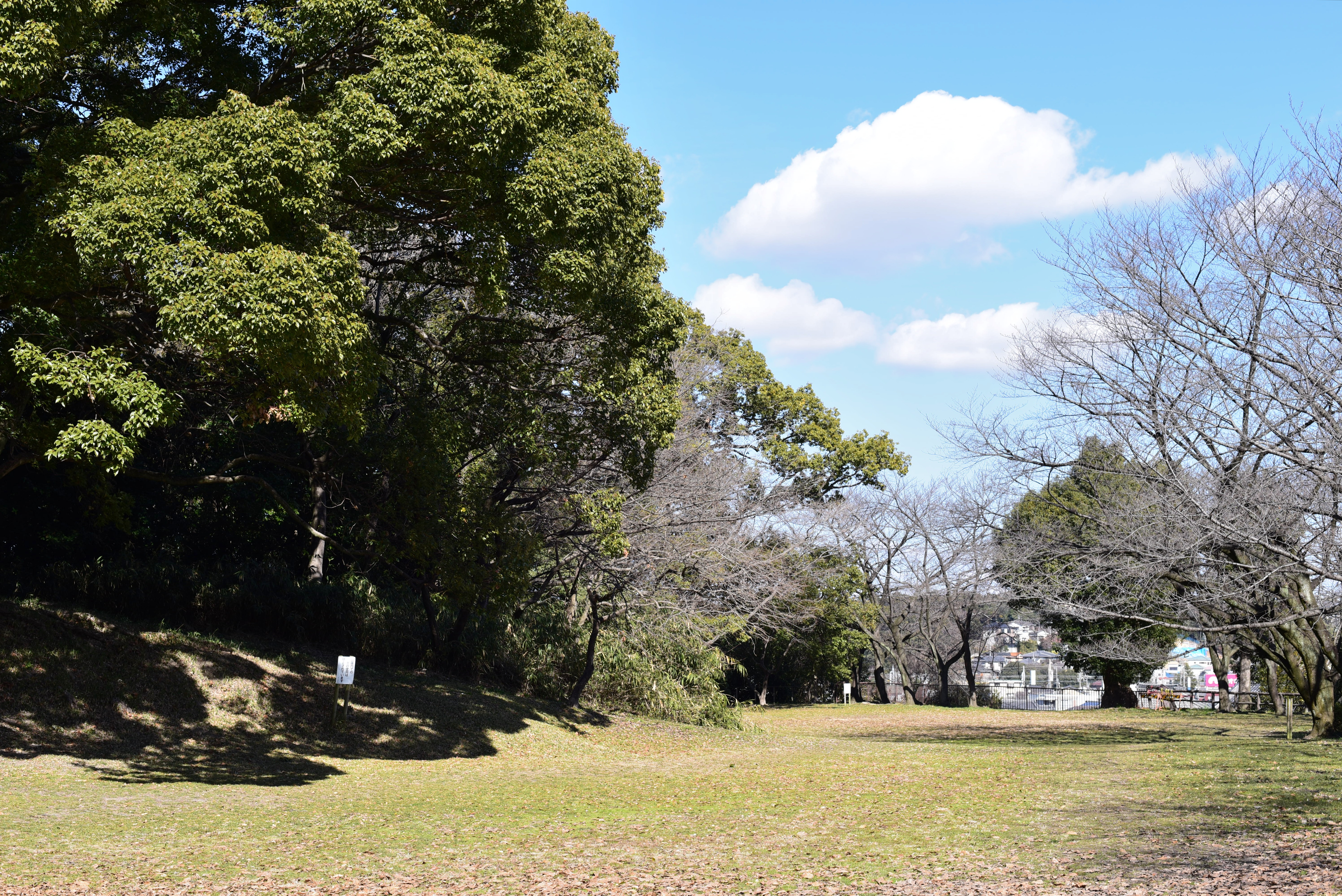
大高城址：国史跡
- 善照寺砦
- 丹下砦
- 中嶋砦
- 鳴海城址
- 丸根砦：国史跡
- 鷲津砦：国史跡

- 大高城本丸跡

主な寺院
鳴海地区
- 誓願寺
- 浄蓮寺
- 桂林寺
- 光明寺
- 長翁寺
- 功徳院
- 東福院
- 圓道寺
- 如意寺
- 円龍寺
- 万福寺
- 浄泉寺
- 瑞泉寺
- 善明寺
- 金剛寺
- 長福寺

大高地区
- 春江院
- 金剛華寺
- 安昌寺
- 海岸寺
- 弥陀寺
- 明忠院
- 長寿寺

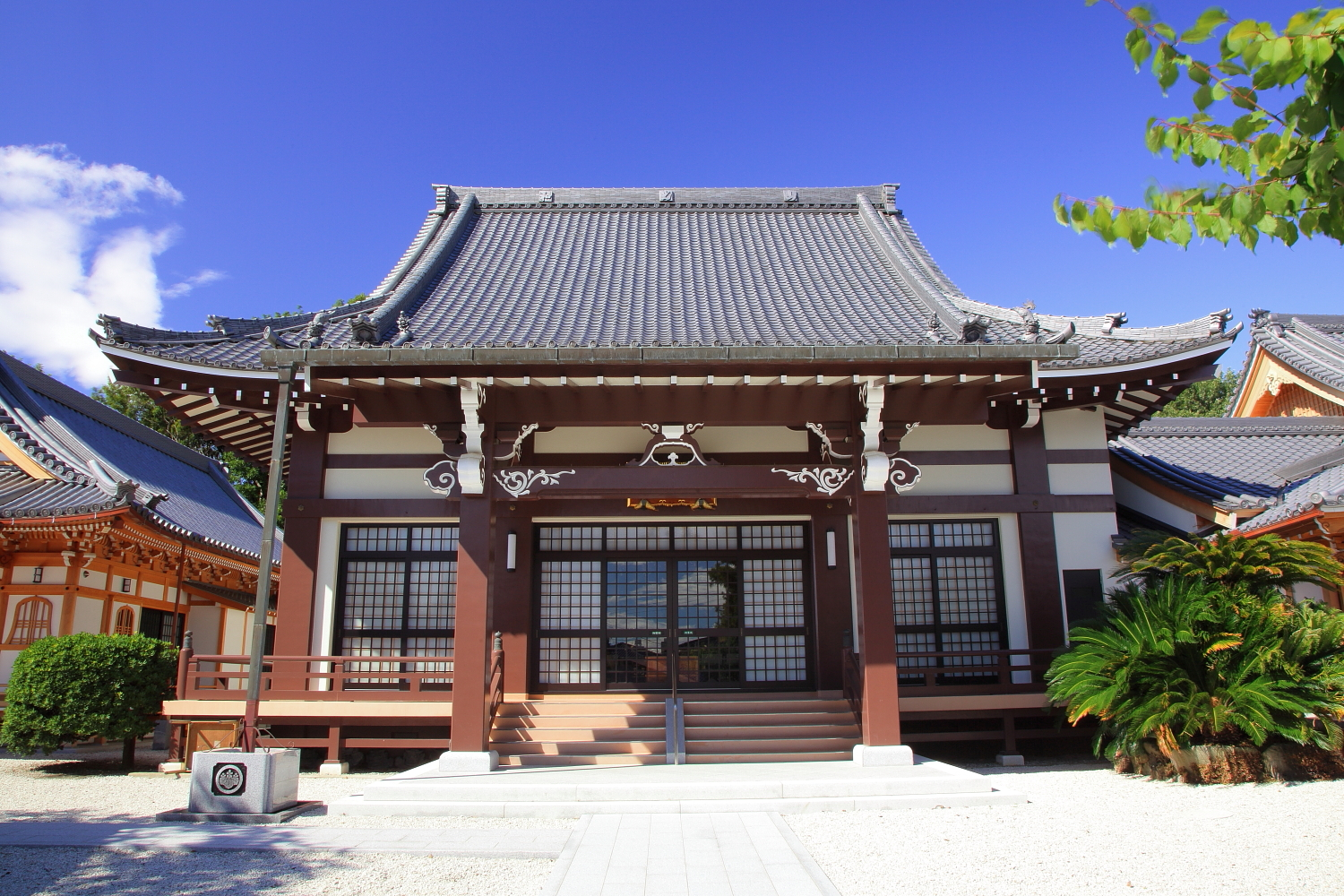
長福寺
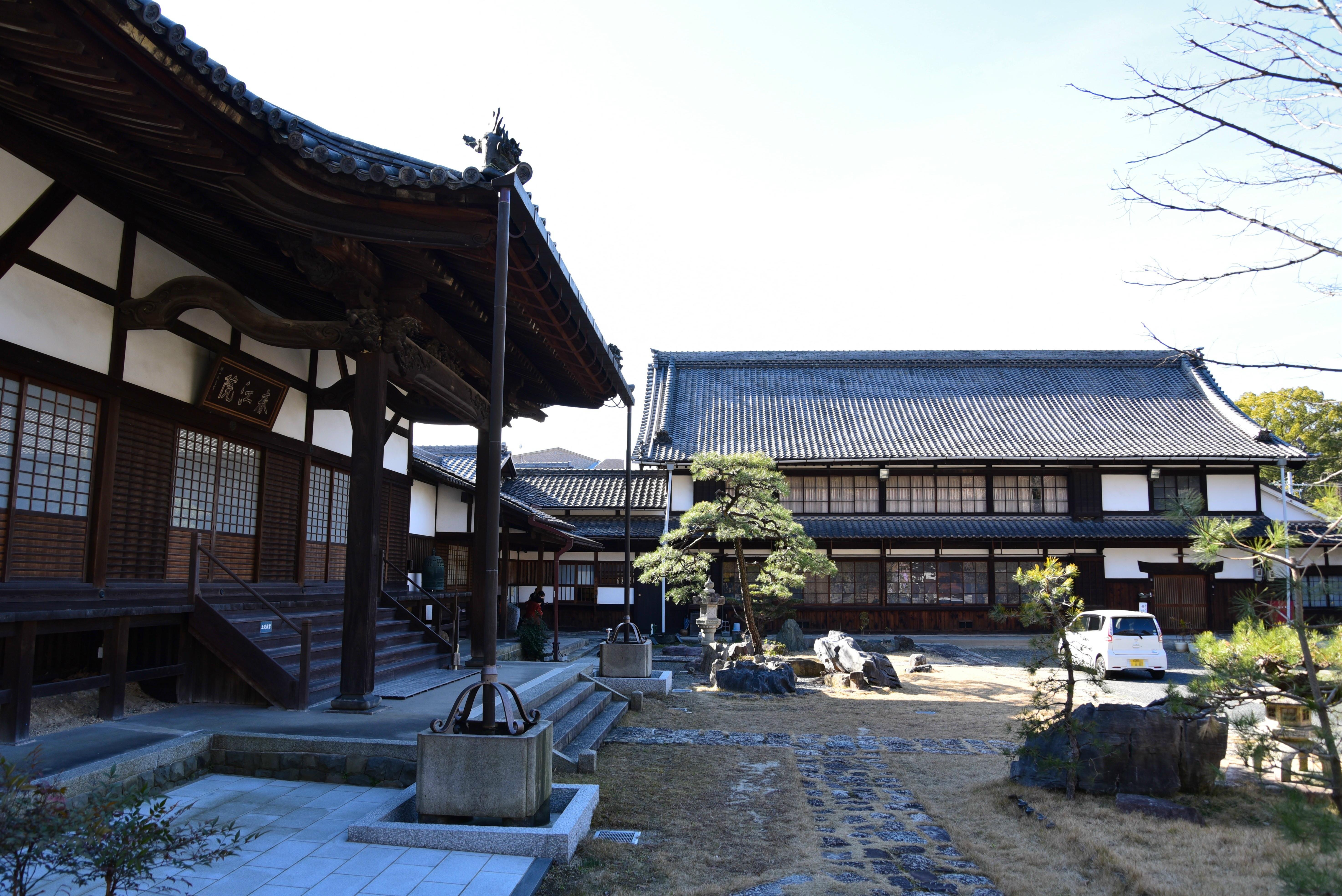
春江院
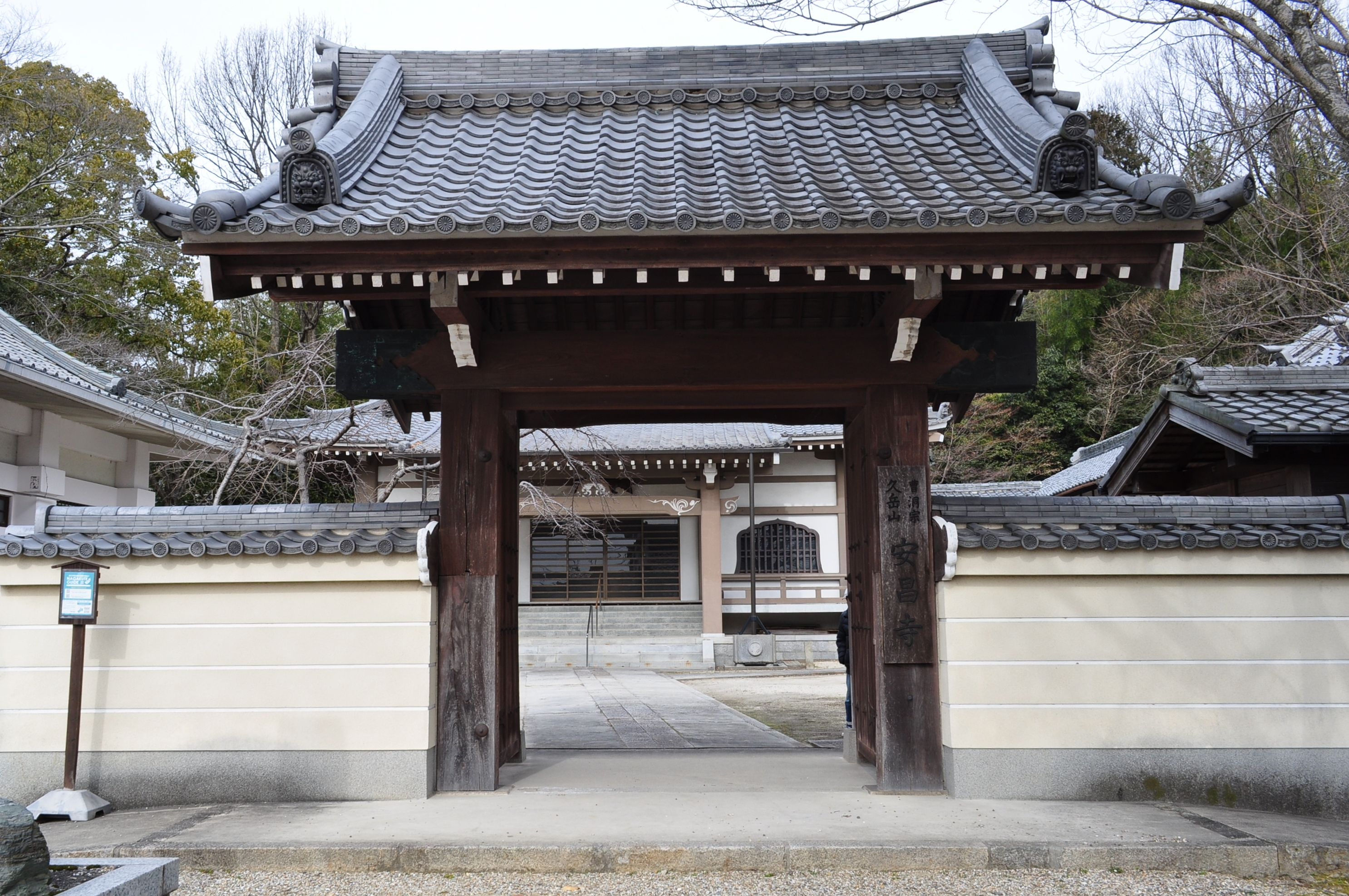
安昌寺（2014年2月13日撮影）
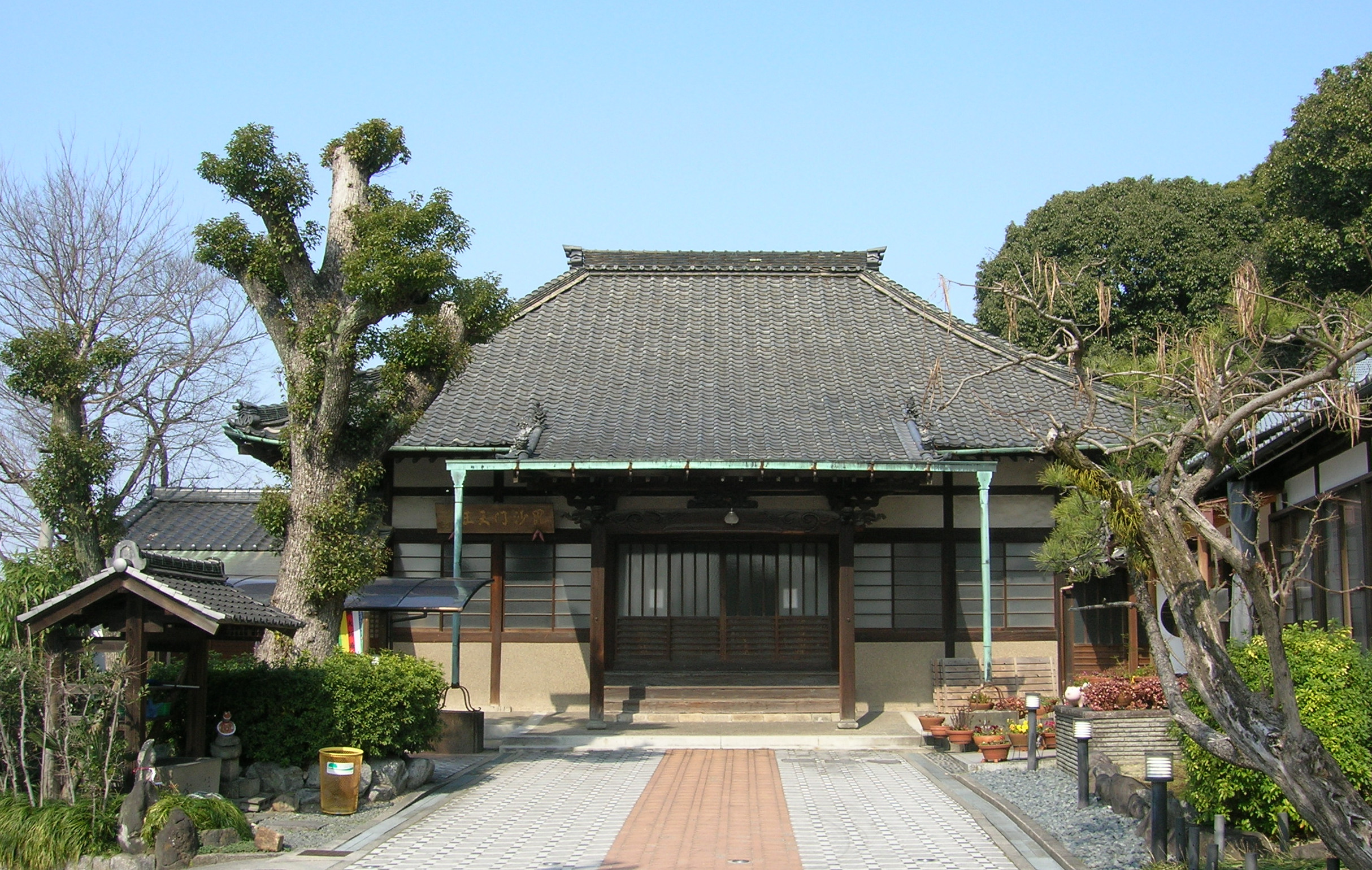
明忠院
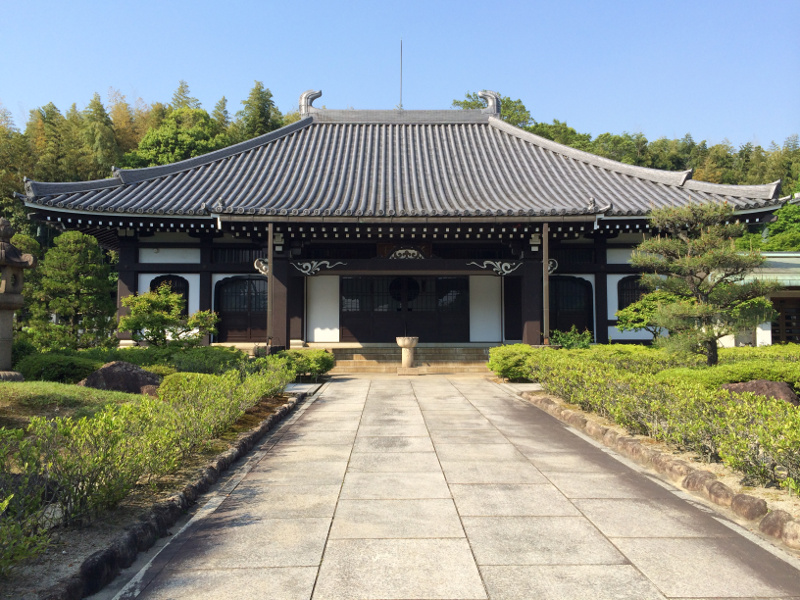
長寿寺

主な神社
鳴海地区
- 浅間社
- 津島神社
- 緒畑稲荷神社
- 成海神社
- 鳴海八幡宮
- 諏訪神社
- 神明社
- 天満社
- 熊野神社
- 明神社
- 篭山社
- 豊藤稲荷神社
- 古鳴海八幡社
- 秋葉社

大高地区
- 氷上姉子神社
- 津島社
- 八幡社
- 高蔵坊稲荷
- 橘神社
- 若宮稲荷

- 成海神社
- 鳴海八幡宮
- 氷上姉子神社

### 観光スポット
主な公園
- 有松町並み保存地区（重要伝統的建造物群保存地区）
- 大高緑地（ディノアドベンチャー名古屋）
- 滝の水公園
- 滝ノ水緑地
- みどりが丘公園

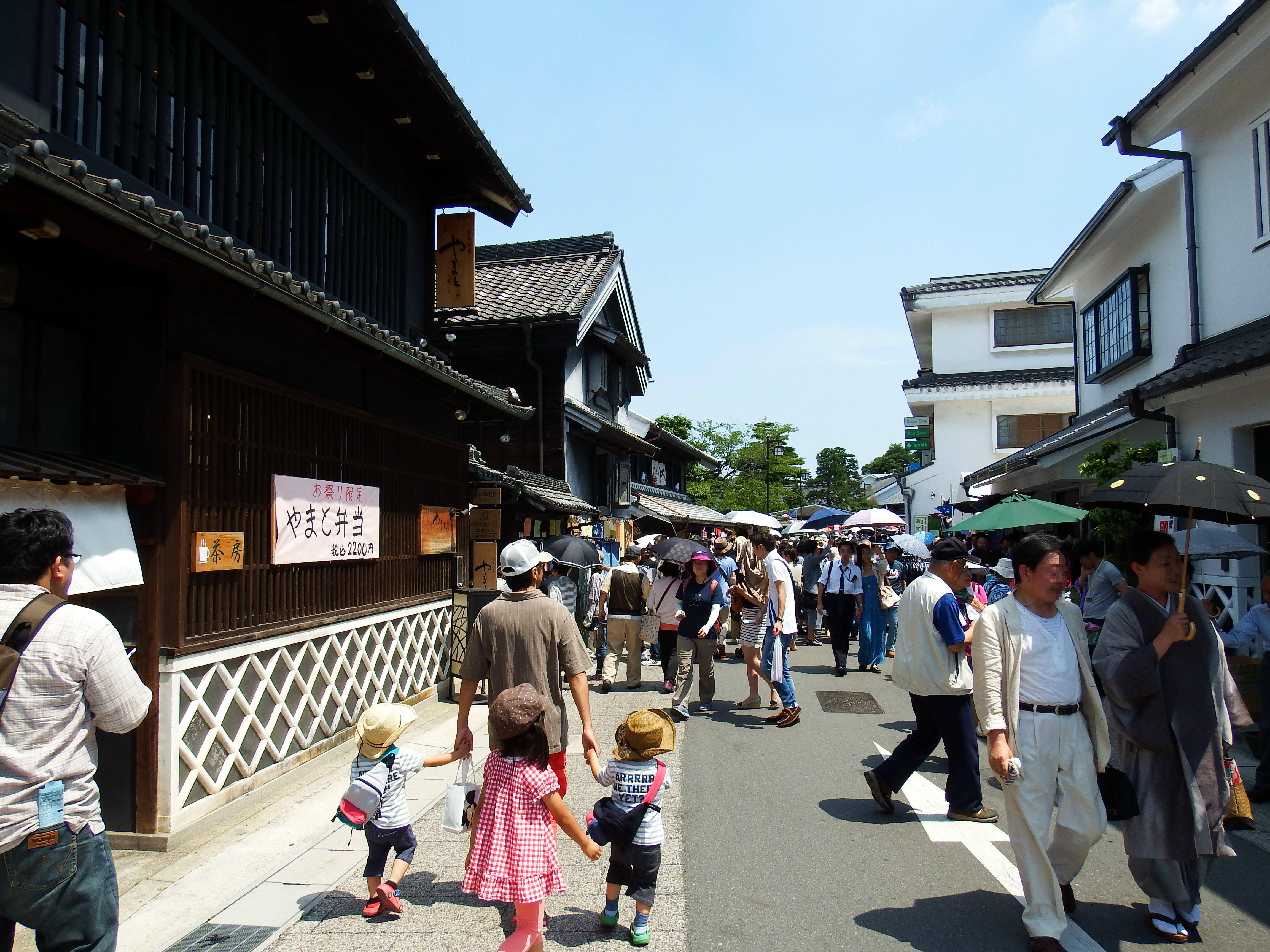
有松町並み保存地区
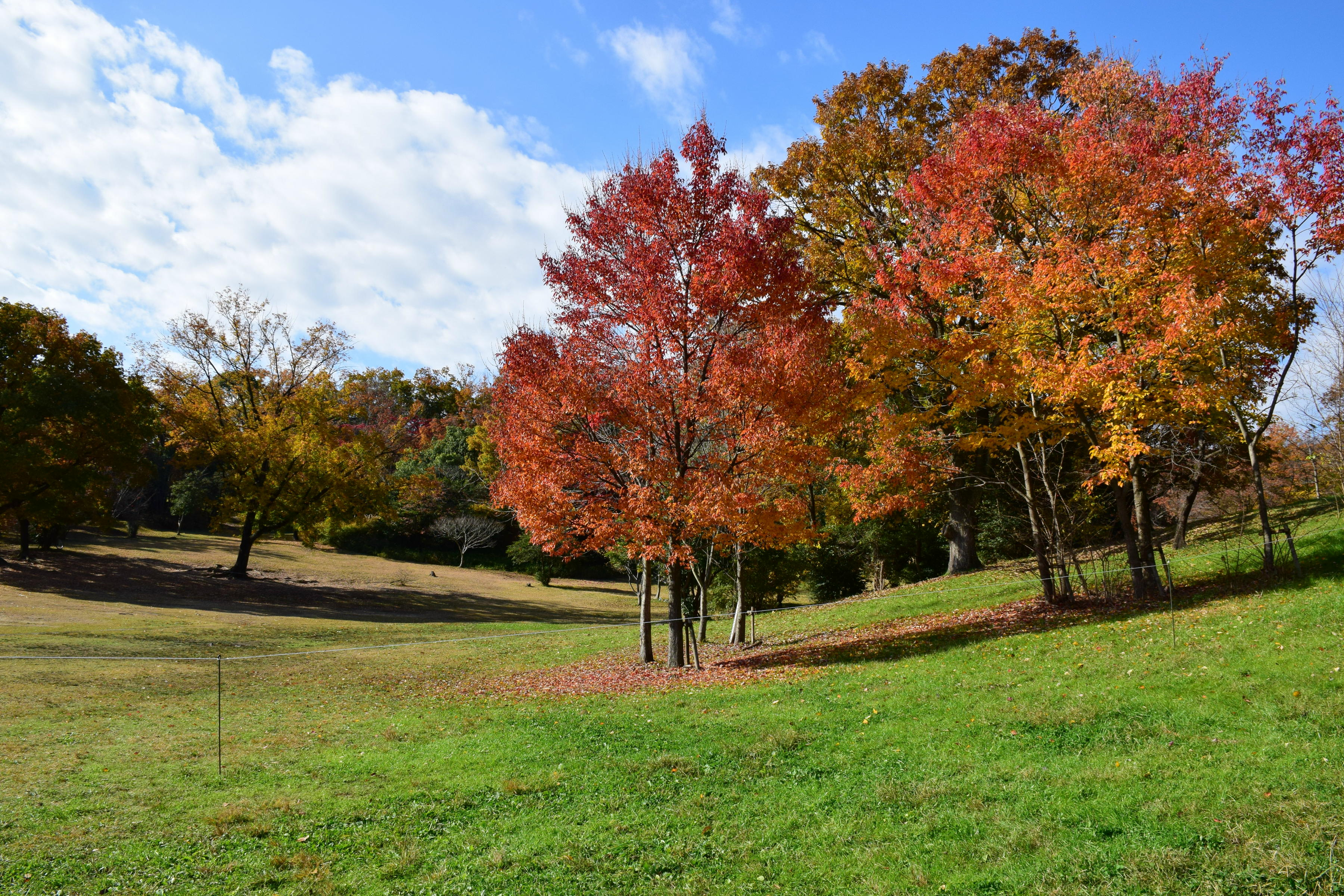
大高緑地

文化施設
- 有松・鳴海絞会館
- 千代倉歴史館

温泉
- 天然温泉楽の湯 みどり

ゴルフ場
- 鳴海カントリークラブ

その他
- 芭蕉供養塔

## 文化・名物

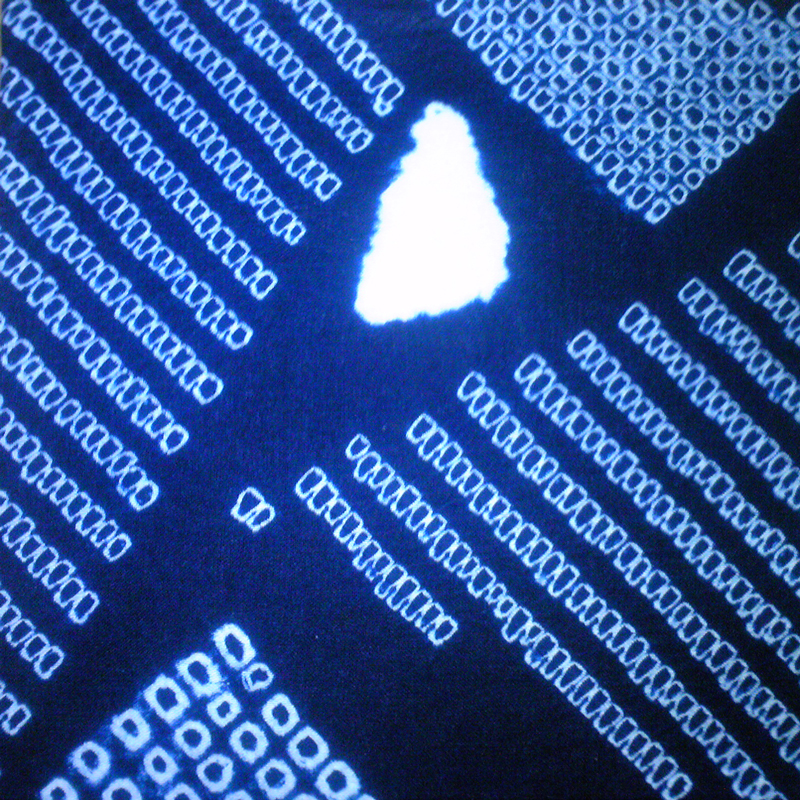
有松・鳴海絞り

### 祭事･催事
主な祭事
- 成海神社例大祭
- 鳴海八幡宮例大祭
- 有松天満社例大祭(春季・秋季)

主な催事
- 有松絞りまつり
- 桶狭間古戦場まつり・万燈会
- 夏まつり in ヒルズウォーク徳重ガーデンズ
- 緑区区民まつり
- サムライ・ニンジャフェスティバル
- FREEDOM NAGOYA

### 名産・特産
- 有松・鳴海絞り
- 大高菜

## 出身関連著名人
- きんさんぎんさん（長寿双子姉妹、旧鳴海村出身）
- 武山真吾（プロ野球選手）
- 木下達生（プロ野球選手）
- 山内敬太（プロ野球選手）
- 大島洋平（プロ野球選手）
- 谷川萌々子（女子サッカー選手）
- 伊藤史隆（アナウンサー）
- 常田真太郎（ミュージシャン、スキマスイッチ）- 神沢中学校卒
- 河本準一（お笑い芸人、次長課長）- 生まれてから10年間桶狭間在住。但し本人は岡山県を出身地としている。
- 佐藤仁美（女優）
- 奥ゆり（モデル、タレント）
- 林一嘉（映画監督、『ローン・チャレンジャー』『岸部町奇談』等）
- 藤田麻衣子 (シンガーソングライター)
- 今村彩子（映画監督）
- 松元恵美（ミュージカル俳優）
- 伊藤一（第5 - 10代一宮市長、旧鳴海町出身）
- 本郷谷健次  (第21-24代千葉県松戸市長、旧鳴海町出身)
- 緒川修治（PDエアロスペース創業者・代表取締役）
- 兼元謙任（OKWave創業者・代表取締役社長）
- 桂三実（上方噺家）
- 村上勝也 (プロボクサー)